# Liste von Söhnen und Töchtern der Stadt Sydney
Liste von Söhnen und Töchtern der Stadt Sydney, New South Wales, Australien.

## 19. Jahrhundert

### 1801–1880

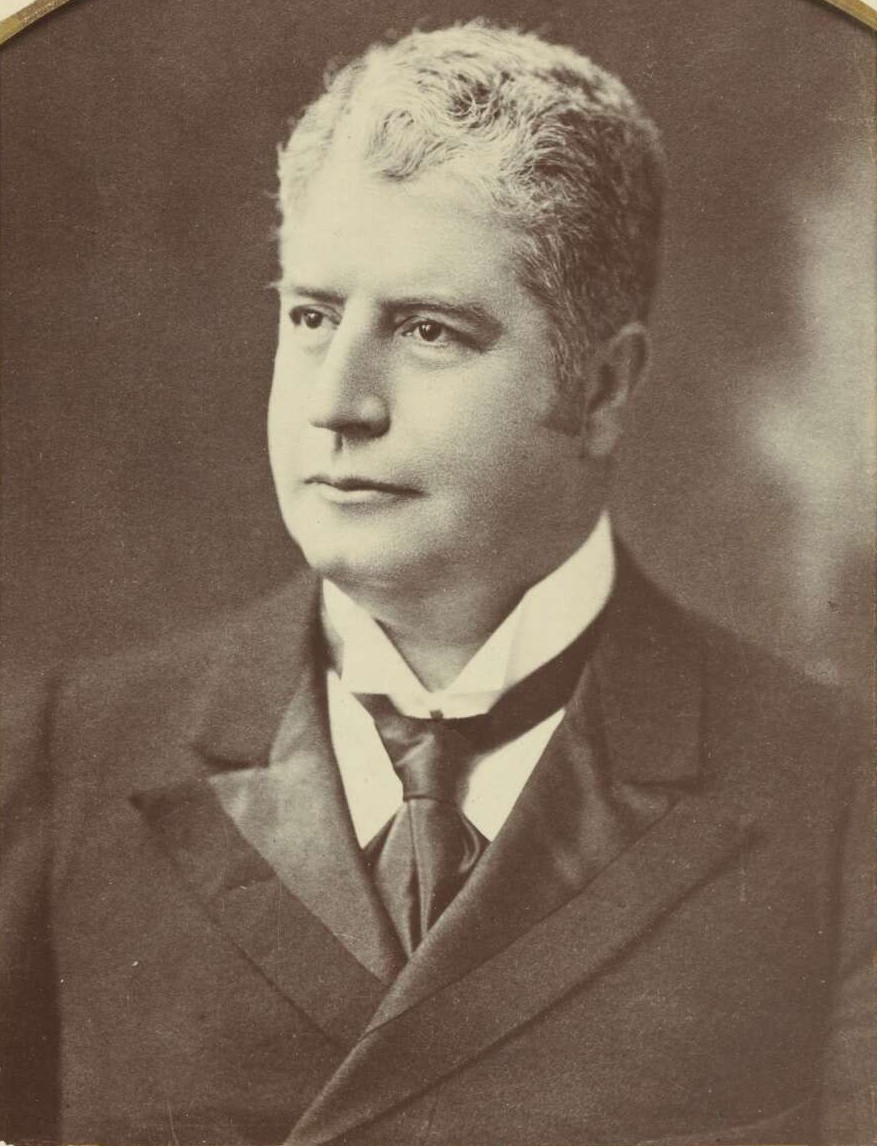
Edmund Barton
(1849–1920)

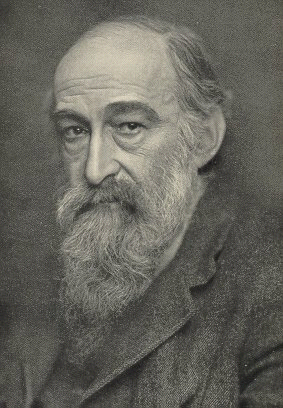
Samuel Alexander
(1859–1938)

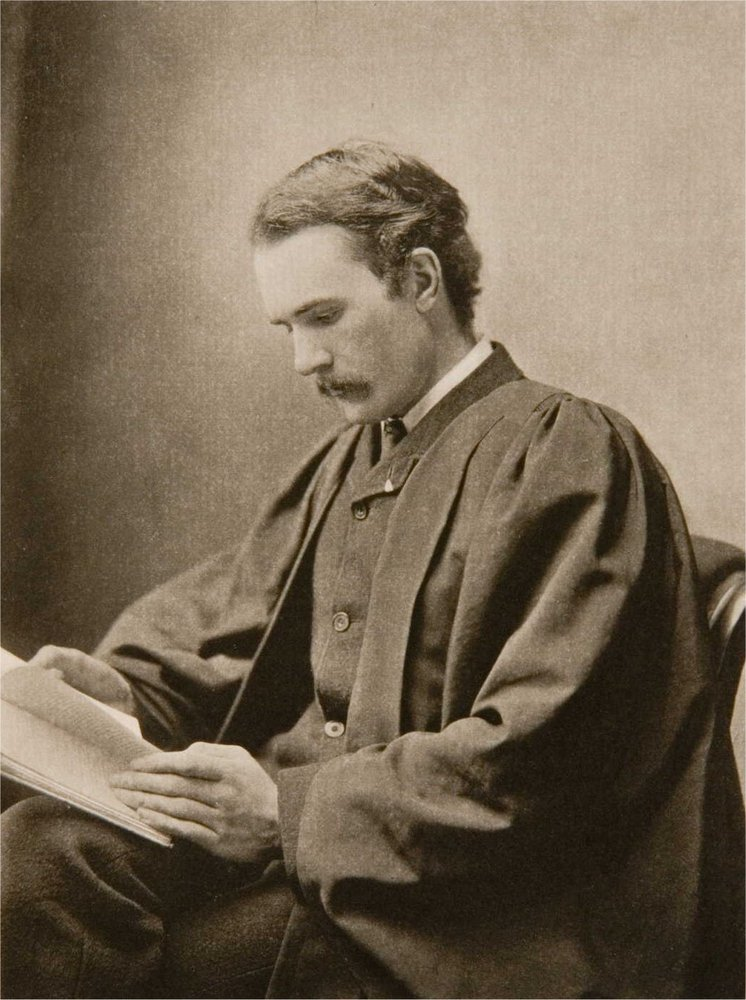
Gilbert Murray
(1866–1957)

- Harriet Morgan (1830–1907), naturkundliche Illustratorin und Lepidopterologin
- Adelaide Ironside (1831–1867), Malerin
- Helena Scott (1832–1910), naturkundliche Illustratorin und Lepidopterologin
- George Dibbs (1834–1904), Politiker der Protectionist Party
- Frances Stewart (1840–1916), sozial engagierte Frau
- Edward Pierson Ramsay (1842–1916), Zoologe
- Harry Boyle (1847–1907), Cricketspieler
- Edmund Barton (1849–1920), 1. Premierminister Australiens
- Edwin Evans (1849–1921), Cricketspieler
- Edward Rennie (1852–1927), Wissenschaftler und Präsident der Royal Society of South Australia
- Minnie Walton (1852–1879), Sängerin und Schauspielerin
- Frederick Spofforth (1853–1926), Cricketspieler
- Joseph Jacobs (1854–1916), Historiker und Volkskundler
- Emily Florence Cazneau (1855–1892), neuseeländische Fotografin und Coloristin
- Grosvenor Thomas (1856–1923), Maler
- Richard Ball (1857–1937), Politiker der Free Trade Party
- John Peter Russell (1858–1930), Maler
- Nellie Stewart (1858–1931), Schauspielerin und Sängerin
- Samuel Alexander (1859–1938), britischer Philosoph
- William Lister Lister (1859–1943), Maler
- Sammy Jones (1861–1951), Cricketspieler
- William Holmes (1862–1917), Generalmajor
- Richard Dixon (1865–1949), britischer Regattasegler
- Gilbert Murray (1866–1957), britischer Altphilologe australischer Herkunft
- J. J. Ferris (1867–1900), Cricketspieler
- Sammy Woods (1867–1931), Cricketspieler
- Randolph Bedford (1868–1941), Schriftsteller
- Christopher Brennan (1870–1932), Dichter
- Antonia Frederick Futterer (1871–1951), US-amerikanischer Bibelforscher und Prediger
- Young Griffo (1871–1927), Boxer im Federgewicht
- Richard Crittenden McGregor (1871–1936), US-amerikanischer Ornithologe
- Agnes Bennett (1872–1960), australisch-neuseeländische Medizinerin
- Horace Rice (1872–1950), Tennisspieler
- George Augustine Taylor (1872–1928), Journalist, Erfinder und Luftfahrtpionier
- Friedrich Scholer (1874–1949), deutscher Architekt
- Jack Lang (1876–1975), Politiker
- Hugh D. McIntosh (1876–1942), Sportveranstalter, Zeitungsverleger und Theaterunternehmer
- Robert Kaleski (1877–1961), Journalist, Schriftsteller, Kynologe und Hundezüchter
- Victor Trumper (1877–1915), Cricketspieler
- Marie Schuette (1878–1975), deutsche Kunsthistorikerin
- Stanley Doust (1879–1961), Tennisspieler

### 1881–1890

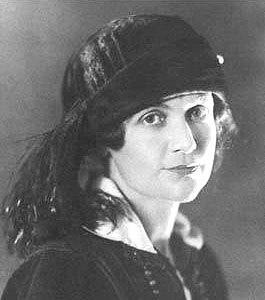
Dorothea Mackellar
(1885–1968)

- Leon Errol (1881–1951), Komiker und Schauspieler
- Cecil Healy (1881–1918), Schwimmer
- Frederick Septimus Kelly (1881–1916), britischer Komponist und Ruderer
- Susie O’Reilly (1881–1960), Ärztin
- Eben Gowrie Waterhouse (1881–1977), Pädagoge, Germanist, Gartenbauer und Pflanzenzüchter
- Freda Du Faur (1882–1935), Bergsteigerin
- Frederic Manning (1882–1935), Dichter
- Mannie McArthur (1882–1961), Rugbyspieler
- Cyril Monk (1882–1970), Geiger, Musikpädagoge und Komponist
- Henry Mowbray (1882–1960), Schauspieler
- Reginald Baker (1884–1953), Sportler, Olympiamedaillengewinner, Filmschauspieler und Stuntman
- Geoffrey Knox (1884–1958), britischer Diplomat; Präsident der Regierungskommission des Völkerbundes im Saargebiet (1932–1935)
- Alan Cobcroft (1885–1955), samoanischer Plantagenbesitzer und Politiker
- Charles Coleman (1885–1951), Schauspieler
- Dorothea Mackellar (1885–1968), Poetin, Romanautorin und Übersetzerin
- George Frederick Boyle (1886–1948), Komponist
- Annette Kellerman (1886–1975), Schwimmerin und Filmdarstellerin
- Harold Hardwick (1888–1959), Schwimmer, Boxer und Rugby-Union-Spieler
- Leslie Boardman (1889–1975), Schwimmer
- Fanny Durack (1889–1956), Schwimmerin
- Stuart Poulter (1889–1956), Marathonläufer
- Frank Cotton (1890–1955), Sportwissenschafter
- Marie Lohr (1890–1975), britische Bühnenschauspielerin und Filmschauspielerin
- Hans Stockmar (1890–1961), deutsch-britischer Anthroposoph und Unternehmer

### 1891–1900

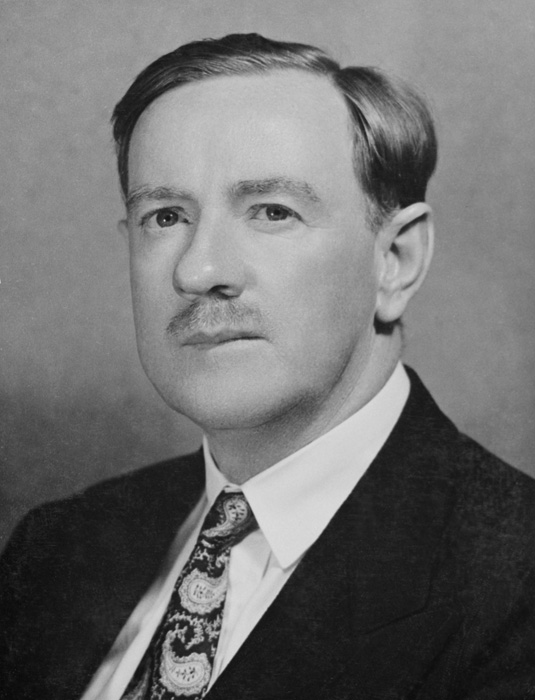
Percy Spender
(1897–1985)

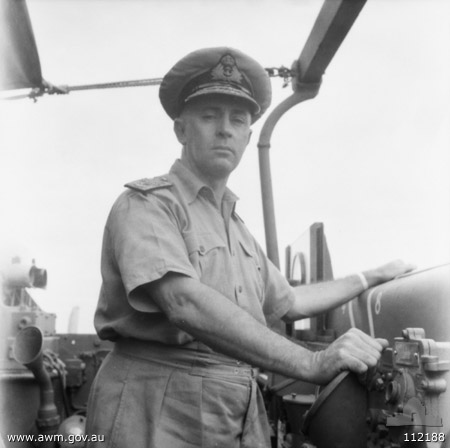
Harold Farncomb
(1899–1971)

- Cedric Popkin (1891–1968), Flugabwehr-MG-Schütze
- Grace Cossington Smith (1892–1984), Malerin
- Vere Gordon Childe (1892–1957), Archäologe
- Norman McAlister Gregg (1892–1966), Augenarzt, Erstbeschreiber der Rötelnembryofetopathie
- Norman Haire (1892–1952), australisch-britischer Mediziner und Sexualreformer
- Arthur Benjamin (1893–1960), Pianist und Komponist
- Cicely Courtneidge (1893–1980), britische Bühnen-, Film- und Fernsehschauspielerin
- Édouard Goerg (1893–1969), französischer Maler und Graphiker
- Queenie Paul (1893–1982), Schauspielerin, Sängerin und Tänzerin
- Robert Spears (1893–1950), Radsportler und Politiker
- Dorothy Stuart Russell (1895–1983), Pathologin und Neuropathologin
- Bruce Small (1895–1980), Unternehmer und Politiker
- Norman Thomas Gilroy (1896–1977), römisch-katholischer Erzbischof von Sydney
- Lauri Kennedy (1896–1985), Cellist
- Marjorie Barnard (1897–1987), Schriftstellerin
- Frank Sheed (1897–1981), römisch-katholischer Theologe
- Helen de Guerry Simpson (1897–1940), Schriftstellerin und Politikerin der britischen Liberal Party
- Percy Spender (1897–1985), Politiker und Außenminister
- Hugh Eaton (1899–1988), britischer Automobilrennfahrer
- Harold Farncomb (1899–1971), Marineoffizier und Rechtsanwalt
- Harris Horder (1900–1943), australischer Radsportler und US-amerikanischer Soldat
- Harold Raggatt (1900–1968), Geologe
- Cecil Walker (1900–1969), Radrennfahrer

## 20. Jahrhundert

### 1901–1910

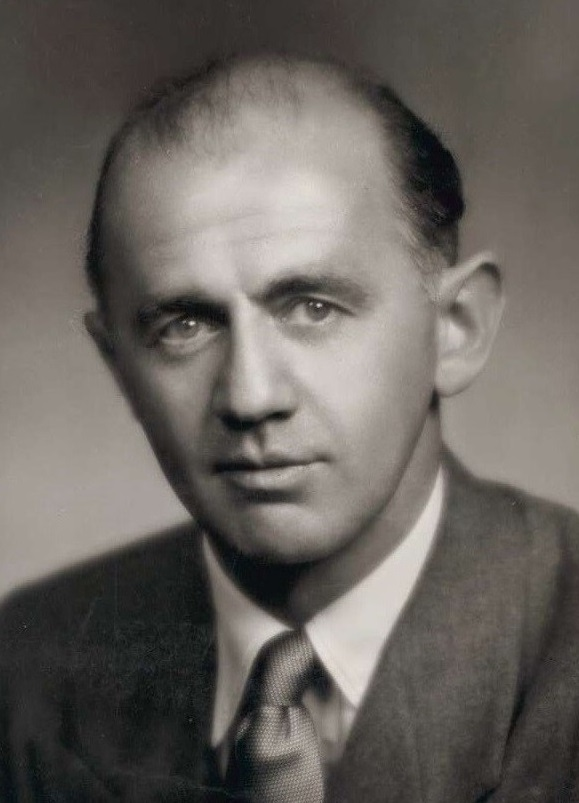
William McMahon
(1908–1988)

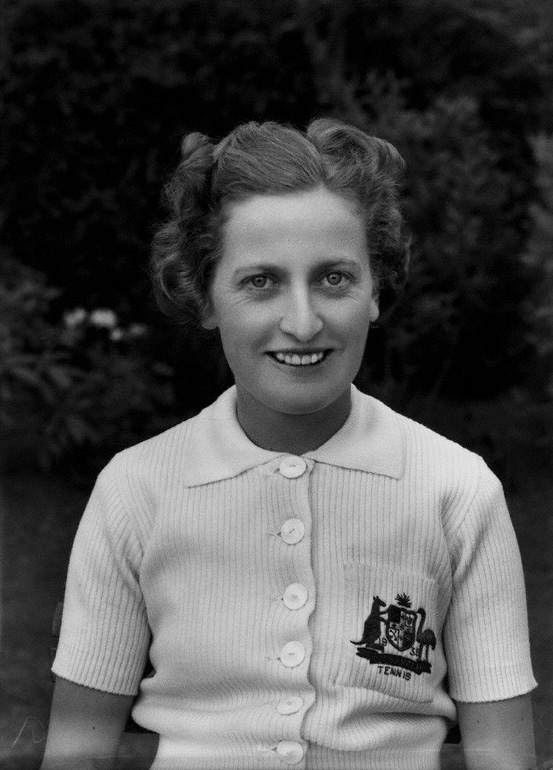
Nell Hall Hopman
(1909–1968)

- Moss Christie (1901–1978), Schwimmer
- Eleanor Dark (1901–1985), Schriftstellerin
- Ken G. Hall (1901–1994), Filmregisseur, -produzent und Drehbuchautor
- Alan Watt (1901–1988), Diplomat
- Sadie Gale (1902–1997), Schauspielerin und Entertainerin
- Daphne Akhurst (1903–1933), Tennisspielerin
- Garfield Barwick (1903–1997), Politiker und Außenminister
- Leslie Winik (1903–1975), US-amerikanischer Filmproduzent
- John Antill (1904–1986), Komponist
- Edward Ashley (1904–2000), US-amerikanischer Schauspieler
- John Farrow (1904–1963), Drehbuchautor und Regisseur
- Keith Alfred Hindwood (1904–1971), Ornithologe und Geschäftsmann
- Henry Pearce (1905–1976), australisch-kanadischer Ruderer
- William Edward Hanley Stanner (1905–1981), Anthropologe
- Betty Stockfeld (1905–1966), Schauspielerin
- Marjorie Chambers (1906–1989), Krankenschwester, Lehrerin in der Krankenpflege und Administratorin im Pflegebereich von Krankenhäusern
- Philip Lindsay (1906–1958), Romanschriftsteller
- Ralph Piddington (1906–1974), Anthropologe und Psychologe
- Gordon Wellesley (1906–1980), Drehbuchautor
- Robert Askin (1907–1981), Politiker
- Andrew Charlton (1907–1975), Schwimmer
- Alan Hulme (1907–1989), Politiker
- John Conrad Jaeger (1907–1979), angewandter Mathematiker und Geophysiker
- Mollie Gillen (1908–2009), Historikerin und Schriftstellerin
- Harold Holt (1908–1967), Premierminister von Australien 1966–1967
- William McMahon (1908–1988), Premierminister von Australien (1971–1972)
- Nell Hall Hopman (1909–1968), Tennisspielerin
- Alan Marshal (1909–1961), Schauspieler
- John Grenfell Crawford (1910–1984), Wirtschaftswissenschaftler im Bereich der Landwirtschaft und eine Schlüsselfigur für das Wirtschaftswachstum nach dem Zweiten Weltkrieg

### 1911–1920

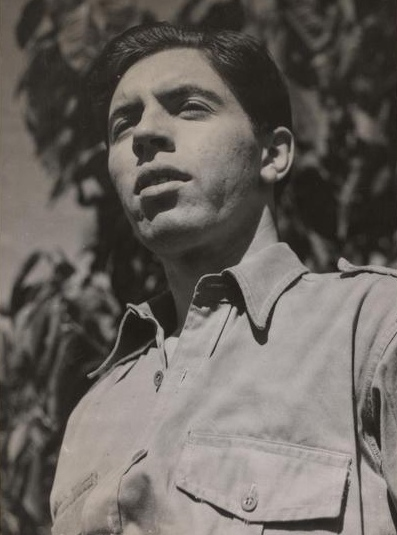
Michael Pate
(1920–2008)

- William Paton Cleland (1912–2005), Arzt
- Joan Hartigan (1912–2000), Tennisspielerin
- Horace Lindrum (1912–1974), Snooker- und Billardspieler
- Eileen Wearne (1912–2007), Leichtathletin
- Constance Worth (1912–1963), Schauspielerin
- Kenneth Kennedy (1913–1985), Eisschnellläufer, Eishockeyspieler und Eishockeyfunktionär
- Roger de Bryon-Faes (1914–2001), Arzt und Politiker
- John Robert Kerr (1914–1991), Politiker, Generalgouverneur Australiens von 1974 bis 1977
- Eileen Kramer (1914–2024), Tänzerin, Choreografin, Malerin und Autorin
- Alan Osbiston (1914–1971), australisch-britischer Filmeditor
- John Stacy (1914–1988), Schauspieler
- Arthur Birch (1915–1995), organischer Chemiker
- Manning Clark (1915–1991), Historiker
- Arthur George (1915–2013), Rechtsanwalt
- Rosemary Goldie (1916–2010), römisch-katholische Theologin
- Alfred Strom (1916–1973), Radrennfahrer
- Douglas Waterhouse (1916–2000), Entomologe
- Laurence Aarons (1917–2005), Politiker
- John W. Cornforth (1917–2013), Chemiker und Nobelpreisträger
- John Leslie Mackie (1917–1981), Philosoph und Professor
- James Plimsoll (1917–1987), Diplomat und Gouverneur von Tasmanien von 1982 bis 1987
- Ann Richards (1917–2006), Schauspielerin
- Mervyn Wood (1917–2006), Ruderer
- John Bromwich (1918–1999), Tennisspieler
- Jeannie Ebner (1918–2004), österreichische Schriftstellerin, Übersetzerin und Herausgeberin
- Thelma Coyne Long (1918–2015), Tennisspielerin
- Richard Lane (1918–2008), Schriftsteller und Drehbuchautor
- Ron Randell (1918–2005), Schauspieler
- Brian Campbell Vickery (1918–2009), Informations- und Klassifikations-Wissenschaftler
- Valda Aveling (1920–2007), Cembalistin und Pianistin
- Robin Dalton (1920–2022), Literaturagentin, Filmproduzentin, Autorin und Person des öffentlichen Lebens
- Joyce King (1920–2001), Leichtathletin
- Robert Klippel (1920–2001), Bildhauer
- Leo McKern (1920–2002), Schauspieler
- Kel Nagle (1920–2015), Profigolfer
- Michael Pate (1920–2008), Schauspieler

### 1921–1930

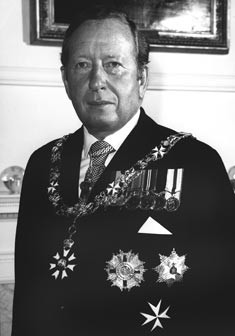
David Beattie
(1924–2001)

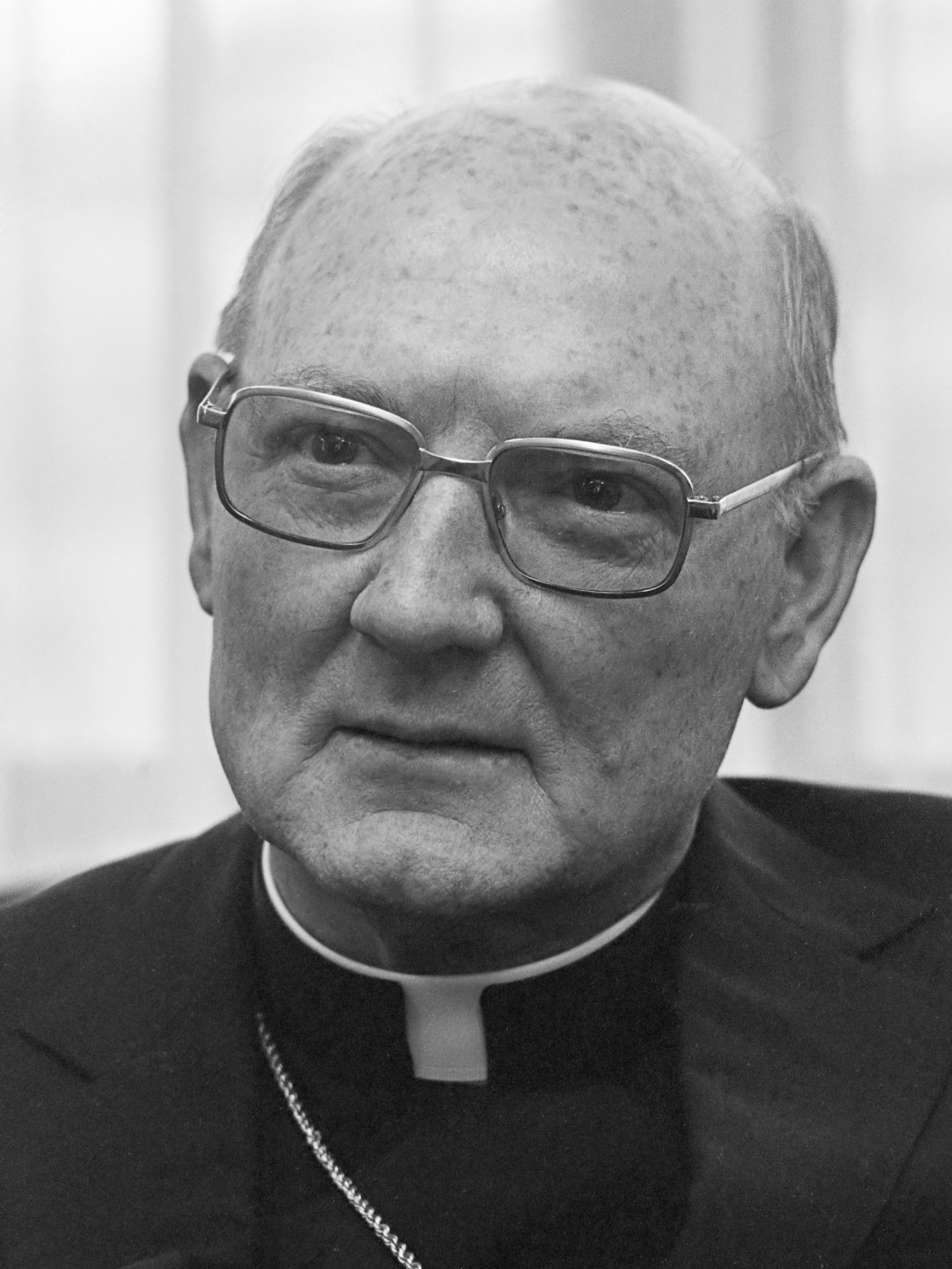
Edward Idris Cassidy
(1924–2021)

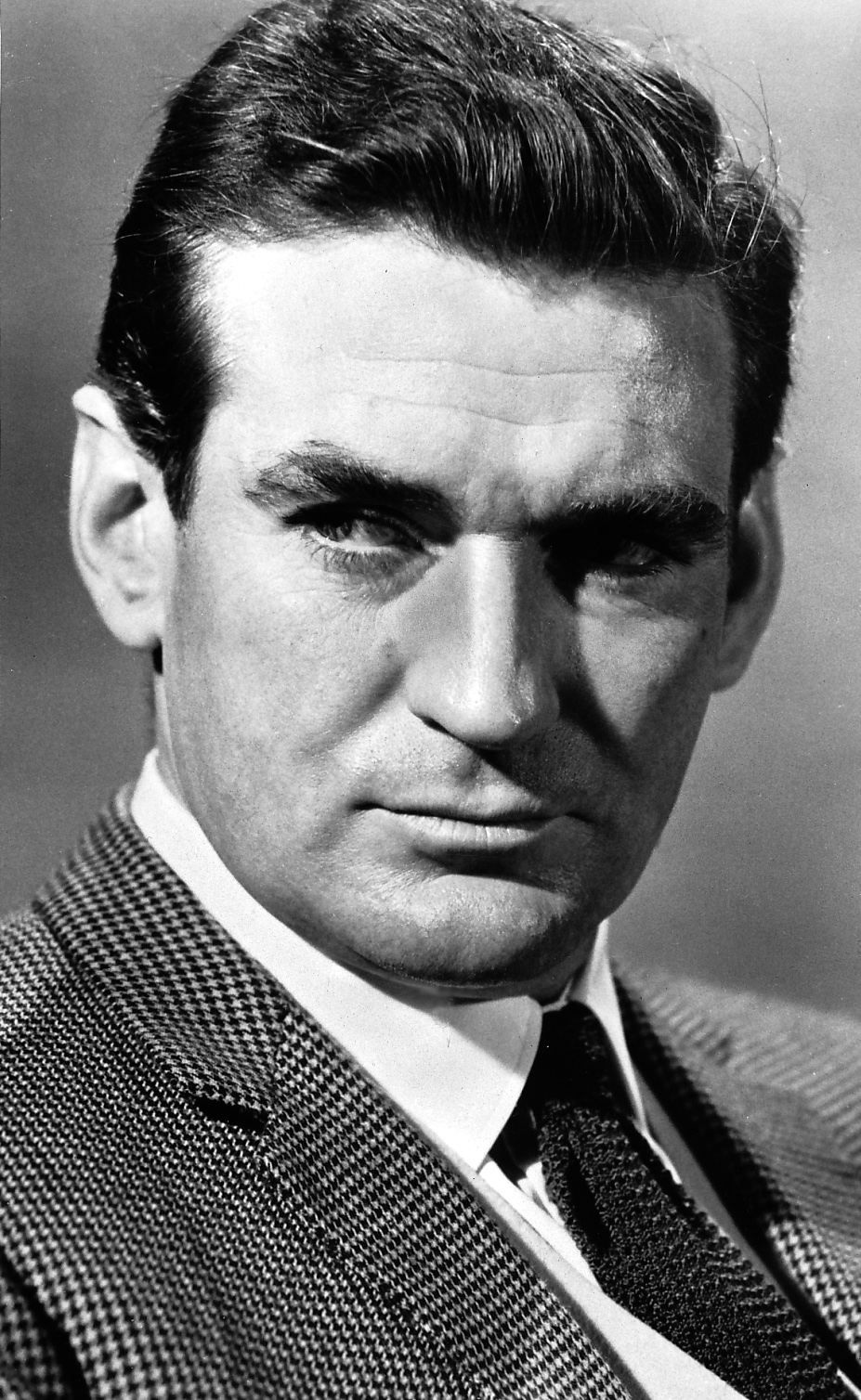
Rod Taylor
(1930–2015)

- Ronald N. Bracewell (1921–2007), Elektroingenieur, Physiker und Radioastronom
- George McCartney Chippendale (1921–2010), Botaniker und Geobotaniker
- Peter Pagan (1921–1999), Theater- und Filmschauspieler
- Roger East (1922–1975), Journalist
- George B. Mackaness (1922–2007), Immunologe
- Reginald Roy Grundy (1923–2016), Unternehmer
- Bruce Haslingden (1923–2007), Skilangläufer
- John Pearce (1923–1992), Tennisspieler
- Gordon Reid (1923–1989), Politologe, Professor der Politikwissenschaft und Gouverneur des Bundesstaates Western Australia (1984–1989)
- Charles Tingwell (1923–2009), Schauspieler
- Geoff Williamson (1923–2009), Ruderer
- Jack Ahearn (1924–2017), Motorradrennfahrer
- David Beattie (1924–2001), neuseeländischer Rechtsanwalt, Richter am Supreme Court und 14. neuseeländischer Generalgouverneur
- Mary Bevis Hawton (1924–1981), Tennisspielerin
- Edward Idris Cassidy (1924–2021), römisch-katholischer Kurienkardinal
- James Clavell (1924–1994), britisch-amerikanischer Romanschriftsteller, Drehbuchautor und Regisseur
- Robert Dickerson (1924–2015), Maler
- Catherine Hamlin (1924–2020), Ärztin für Gynäkologie und Geburtshilfe
- Noel S. Hush (1924–2019), Chemiker
- Kelvin Lancaster (1924–1999), US-amerikanischer Ökonom
- Betty McDowall (1924–1993), Schauspielerin
- Edward McWhinney (1924–2015), kanadischer Rechtswissenschaftler
- Mervyn Finlay (1925–2014), Ruderer
- Robert Howe (1925–2004), Tennisspieler
- Bob Tinning (1925–2001), Ruderer
- Noel Derrick (1926–2018), Eishockeyspieler
- Peter Mullins (1926–2012), australisch-kanadischer Zehnkämpfer und Basketballspieler
- Joan Sutherland (1926–2010), Sopranistin
- Laurence Hope (1927–2016), Maler
- Maxwell L. Howell (1927–2014), Rugbyspieler, Sporthistoriker, Sportwissenschaftler, Physiologe
- William McBride (1927–2018), Gynäkologe
- John Burnheim (1927–2023), Philosoph
- Don Burrows (1928–2020), Jazzmusiker
- Lyn Christie (1928–2020), Jazz-Bassist und Hochschullehrer
- Elizabeth Harrower (1928–2020), Schriftstellerin
- George Worthington (1928–1964), Tennisspieler und -trainer
- Kenneth Cook (1929–1987), Journalist, Drehbuchautor und Regisseur
- Morris Curotta (1929–2002), Sprinter
- Phillip Knightley (1929–2016), Journalist, Kritiker und Autor von Sachbüchern
- Mark McShane (1929–2013), Schriftsteller
- Geoffrey Parsons (1929–1995), Pianist
- Ian Sinclair (* 1929), Politiker
- Richard Bonynge (* 1930), Dirigent
- Frank Gardner (1930–2009), Automobilrennfahrer
- Anthony Madigan (1930–2017), Boxer
- John Marshall (1930–1957), Schwimmer
- Ken Muggleston (1930–2021), Artdirector und Szenenbildner
- Beryl Penrose (1930–2021), Tennisspielerin
- Rod Taylor (1930–2015), Schauspieler

### 1931–1940

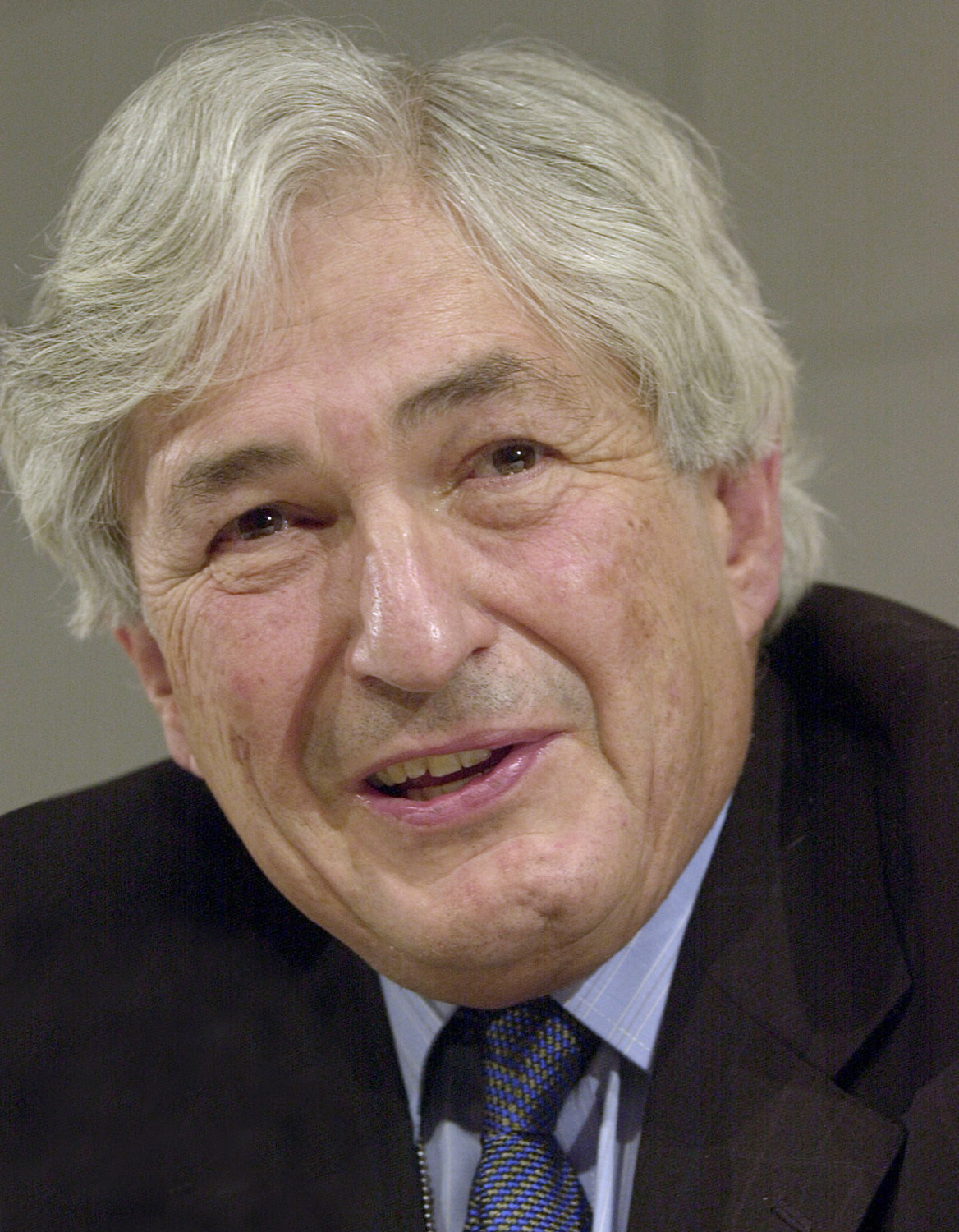
James Wolfensohn
(1933–2020)

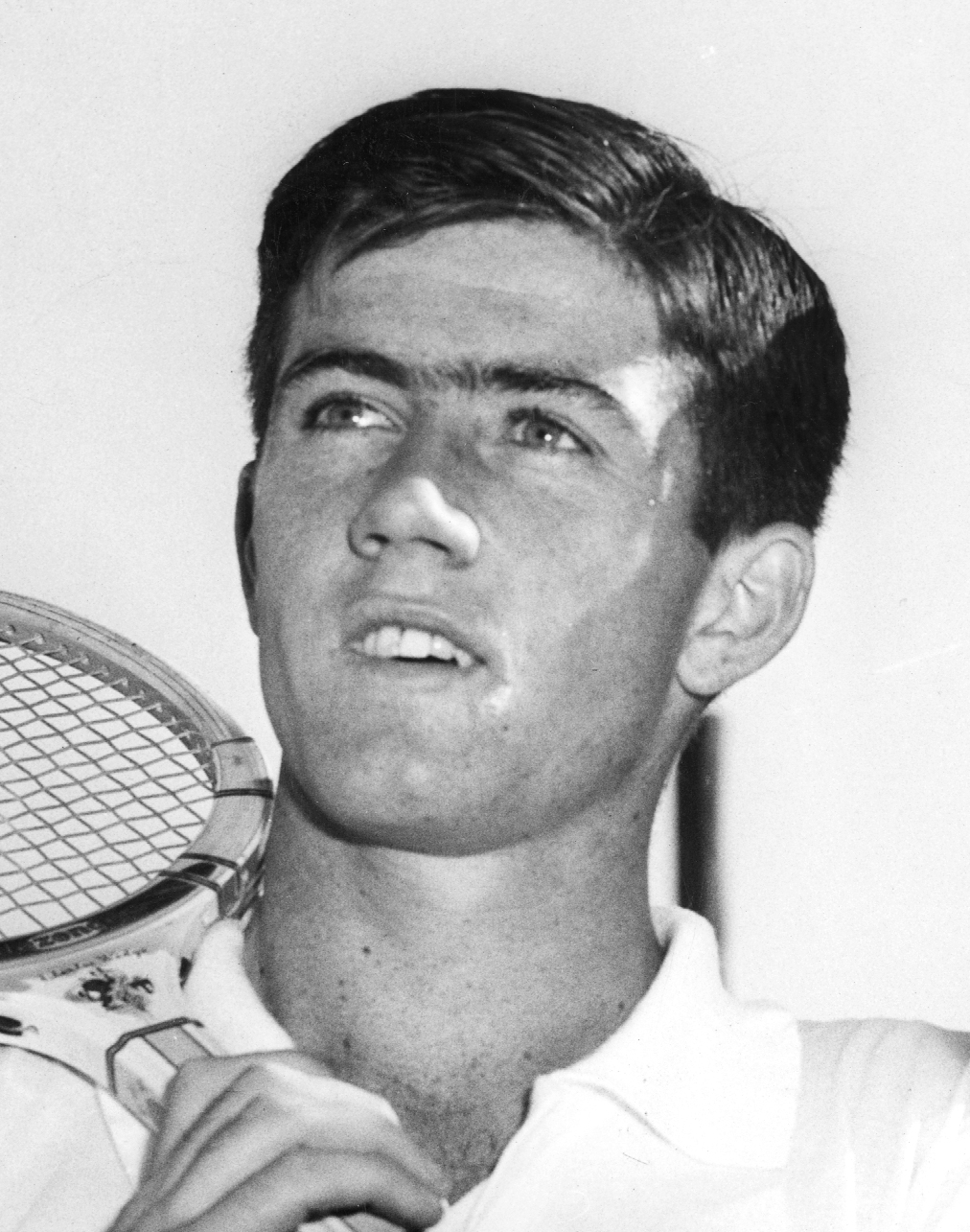
Ken Rosewall
(* 1934)

#### 1931
- Judy Canty (1931–2016), Leichtathletin, Weitspringerin
- Phillip Coles (1931–2023), Kanute, Rettungsschwimmer und Sportfunktionär
- Dennis Green (1931–2018), Kanute
- Shirley Hazzard (1931–2016), britisch-US-amerikanische Schriftstellerin
- John Holt (1931–2013), Tierarzt und Sportschütze bei den Olympischen Sommerspielen 1960 in Rom
- David Lumsdaine (1931–2024), Komponist
- Brian Muir, (1931–1983), Automobilrennfahrer
- Tom Phillis (1931–1962), Motorradrennfahrer
- Mark H. Richmond (* 1931), britischer Mikrobiologe
- Malcolm Williamson (1931–2003), Komponist

#### 1932
- Hedley Bull (1932–1985), Politologe, Professor für Internationale Beziehungen
- Charles Benyon Lloyd Jones (1932–2010), Geschäftsmann und Kunstmäzän
- Roy Moore (1932–1996), Radrennfahrer
- Ron Webb (1932–2020), Architekt von Radrennbahnen

#### 1933
- John Andrews (1933–2022), australisch-kanadischer Architekt
- Elizabeth Evatt (* 1933), Juristin
- Donald McDonnell (1933–2021), Boxer
- James Wolfensohn (1933–2020), australisch-US-amerikanischer Ökonom und Präsident der Weltbank von 1995 bis 2005

#### 1934
- Donald Frederick Blaxell (* 1934), Botaniker
- Frank Brazier (1934–2021), Radrennfahrer
- Austen Robin Crapp (1934–2024), Ordensgeistlicher, römisch-katholischer Bischof von Aitape
- John Earls Dalton (* 1934), Professor für Kultur- und Sozialanthropologie
- John F. R. Kerr (1934–2024), Pathologe
- Marlene Mathews (* 1934), Leichtathletin
- John Meillon (1934–1989), Schauspieler
- Ken Rosewall (* 1934), Tennisspieler

#### 1935
- Jim Carlton (1935–2015), Politiker (Liberal Party)
- Ian D. Cooke (* 1935), Mediziner
- June Finlayson (1935–1979), Journalistin, Schönheitskönigin und Rundfunkmoderatorin
- John Henricks (* 1935), Schwimmer
- Thomas Keneally (* 1935), Schriftsteller
- Johnny O’Keefe (1935–1978), Rock-’n’-Roll-Interpret
- Victoria Shaw (1935–1988), Schauspielerin

#### 1936
- Althea Bridges (* 1936), Opernsängerin (Sopran) und Gesangspädagogin
- Leone Burton (1936–2007), Mathematikerin und Hochschullehrerin
- Denis Freney (1936–1995), Journalist
- Robert May OM, AC, Kt (1936–2020), britischer Physiker und Biologe
- Fleur Mellor (* 1936), Leichtathletin
- Peter Watson (* 1936), anglikanischer Bischof
- Gary Winram (1936–2022), Schwimmer

#### 1937
- Ronald Erich Emmerick (1937–2001), Iranist
- Robert Evans (1937–2022), Geistlicher der Uniting Church in Australia und Amateur-Astronom
- Dawn Fraser (* 1937), Schwimmerin
- Kerry Packer (1937–2005), Medienunternehmer
- Kerry Sibraa (* 1937), Politiker und Diplomat

#### 1938
- Kel Carruthers (* 1938), Motorradrennfahrer
- Lorraine Crapp (* 1938), Schwimmerin
- Betty Cuthbert (1938–2017), Leichtathletin
- Ken Hiscoe (* 1938), Squashspieler
- Antony Kidman (1938–2014), Psychologe und Biochemiker
- Jeanne Little (1938–2020), Entertainerin und Fernsehmoderatorin
- Yvonne Minton (* 1938), Opernsängerin (Mezzosopran)
- Frank Misson (1938–2024), Cricketspieler
- Gordon Rorke (1938–2025), Cricketspieler
- Philip Tarrant (1938–2016), English-Billiards- und Snookerspieler
- Ray Warleigh (1938–2015), Jazzsaxophonist und -flötist

#### 1939
- Glenda Emilie Adams (1939–2007), Schriftstellerin
- John Anderson (* 1939), Segler
- Thomas Anderson (1939–2010), Segler
- Annette Andre (* 1939), Schauspielerin
- Reg Gasnier (1939–2014), Rugby-League-Spieler
- Vincent Gil (1939–2022), Schauspieler
- John Howard (* 1939), Premierminister von Australien 1996–2007
- Colin Mackerras (* 1939), Sinologe
- John Pilger (1939–2023), Journalist und Dokumentarfilmer
- Ray Swinfield (1939–2019), Jazz- und Studiomusiker
- Brett Whiteley (1939–1992), Maler und Zeichner

#### 1940
- Geoffrey Bardon (1940–2003), Kunstlehrer und Begründer der Aborigines-Malschule in Papunya
- Gerganiya Beckitt (* 1940), Schwimmerin
- Bruce Beresford (* 1940), Filmregisseur, Schriftsteller, Drehbuchautor, Produzent und Schauspieler
- Graeme Gow (1940–2005), Herpetologe, Schlangensammler, Kurator, Aussteller, Berater und Sachbuchautor
- Bruce Kapferer (* 1940), Sozialanthropologe und Soziologe
- Ian Kiernan (1940–2018), Umweltaktivist
- Mike Molloy (* 1940), Kameramann
- Michael Taussig (* 1940), Anthropologe
- Dick Thornett (1940–2011), Wasserball-, Rugby-League- und Rugby-Union-Spieler
- Tom Tolley (* 1940), Radrennfahrer

### 1941–1950

#### 1941
- Alf Duval (* 1941), Ruderer
- Peter Hannan (* 1941), Kameramann
- Joseph Heller (* 1941), israelischer Zoologe
- Peter Ingham (1941–2024), römisch-katholischer Bischof von Wollongong
- Patrick Nilan (1941–2024), Hockeyspieler
- Keith Oliver (* 1941), Radrennfahrer
- Ron Robertson-Swann (* 1941), Bildhauer
- Robert W. Scribner (1941–1998), Historiker
- Graeme Segal (* 1941), Mathematiker
- Geoff Shipton (* 1941), Schwimmer
- Dave Walker (1941–2024), Automobilrennfahrer

#### 1942
- Bronwyn Bishop (* 1942), Politikerin
- John Robert Booker (1942–1998), Geotechnik-Ingenieur
- Victor Browne (* 1942), Radrennfahrer
- Geoff Bull (* 1942), Jazzmusiker
- Graeme Clifford (* 1942), Filmeditor und Regisseur
- Jill Emmerson (* 1942), Tennisspielerin
- Joseph Fazio (1942–2011), Ruderer
- Gary Knoke (1942–1984), Hürdenläufer und Sprinter
- Alan McIntosh (1942–2016), Mathematiker
- Martin Sharp (1942–2013), Karikaturist, Songwriter und Filmemacher
- Peter Sumner (1942–2016), Schauspieler
- Nick Tate (* 1942), Schauspieler
- Frank Walker (1942–2012), Politiker
- Keith Windschuttle (1942–2025), Schriftsteller und Historiker
- Roger Woodward (* 1942), Pianist, Musikpädagoge und Komponist

#### 1943

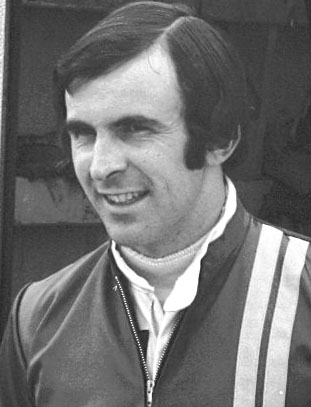
Tim Schenken
(* 1943)

- James Noel Adams (1943–2021), Klassischer Philologe der Latinistik und Professor an den Universitäten in Manchester und Reading
- Richard James Boon Bosworth (* 1943), Historiker
- Bill Bowrey (* 1943), Tennisspieler
- Lana Cantrell (* 1943), australisch-US-amerikanische Pop-Sängerin und Anwältin
- Frank Clark (* 1943), Geher
- Ross Edwards (* 1943), Komponist
- Herbert E. Huppert (* 1943), Geophysiker
- Angela Kepler (* 1943), neuseeländische Naturwissenschaftlerin und Autorin
- Kaye Mortley (* 1943), Featureautorin und Hörfunkregisseurin
- William Phillips (1943–2022), Wasserballspieler
- Tim Schenken (* 1943), Automobilrennfahrer
- Robert Shirlaw (* 1943), Ruderer
- Johnny Warren (1943–2004), Fußballspieler
- Simon Wincer (* 1943), Filmregisseur und -produzent

#### 1944
- Alex Buzo (1944–2006), Dramatiker

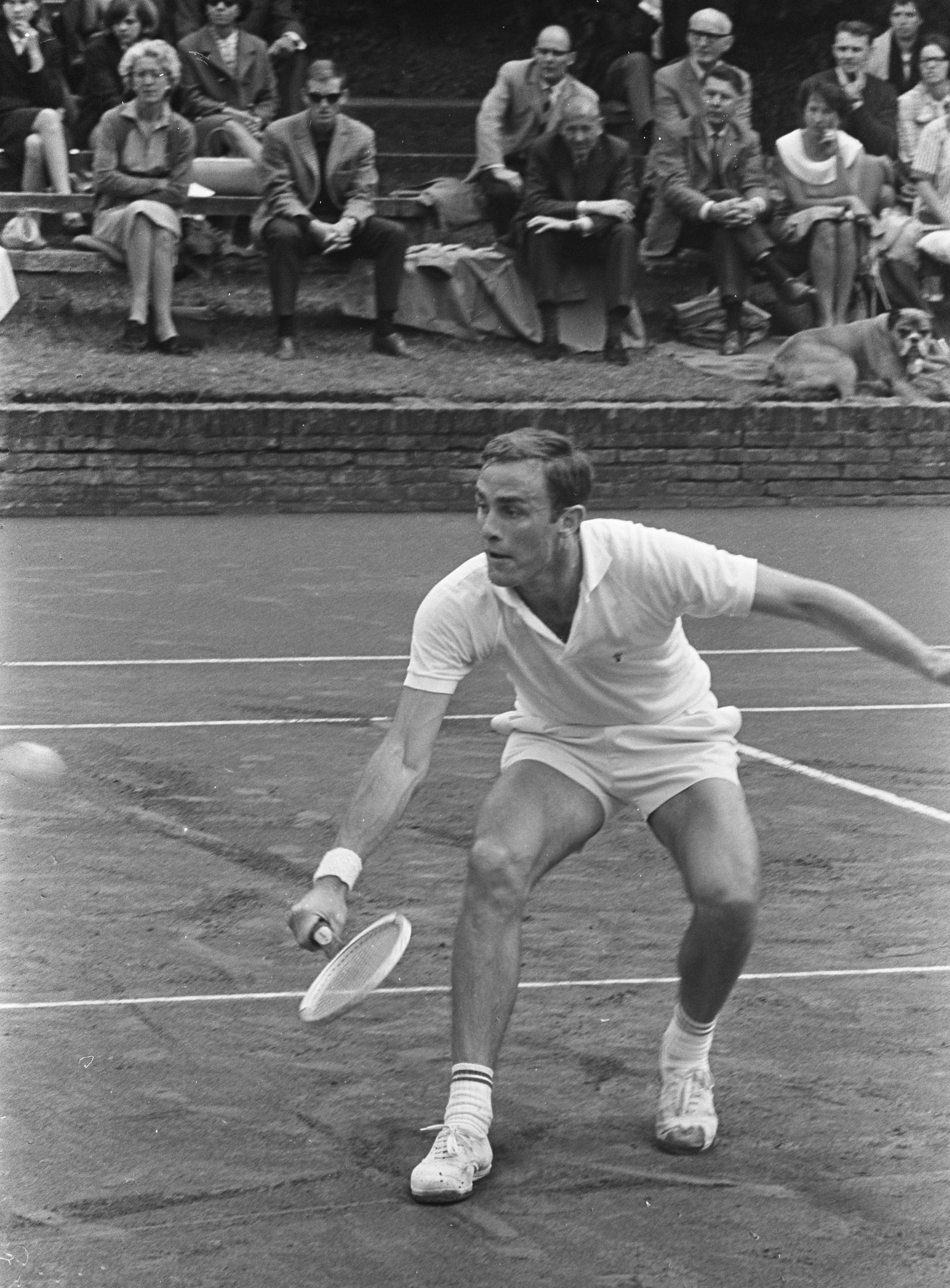
John Newcombe
(* 1944)

- Barry Conyngham (* 1944), Komponist und Musikpädagoge
- Ron Coote (* 1944), Rugby-League-Spieler
- Dick Crealy (* 1944), Tennisspieler
- Robert Dessaix (* 1944), Autor und Journalist
- Colin Dibley (* 1944), Tennisspieler
- Ruth Everuss (* 1944), Schwimmerin
- Paul Furniss (* 1944), Jazzmusiker
- Alan Grover (1944–2019), Ruderer
- Geoffrey Hope (1944–2021), Geograph und Umwelthistoriker
- Paul Keating (* 1944), Premierminister von Australien 1991–1996
- Rosemary Kyburz (* 1944), Politikerin
- Johnny Lewis (* 1944), Boxtrainer
- John Newcombe (* 1944), Tennisspieler
- Kay Patterson (* 1944), Politikerin
- Paul Desmond Scully-Power (* 1944), US-amerikanischer Astronaut
- Jennifer Seberry (* 1944), Mathematikerin, Informatikerin und Hochschullehrerin
- Barclay Wade (1944–2021), Ruderer
- Peter Weir (* 1944), Regisseur
- Robert Windle (* 1944), Schwimmer

#### 1945
- Michael Archer (* 1945), Paläontologe
- Kevin Berry (1945–2006), Schwimmer
- Peter Dickson (1945–2008), Ruderer
- Maxwell Fuller (1945–2013), Schachspieler
- Cam Nancarrow (* 1945), Squashspieler
- Thaao Penghlis (* 1945), Schauspieler
- Jim Sharman (* 1945), Film- und Theater-Regisseur
- Christopher Wilder (1945–1984), Serienmörder

#### 1946

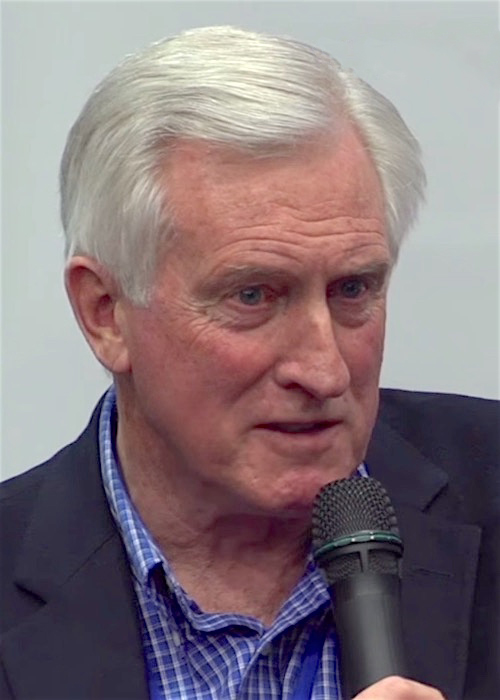
John Hewson
(* 1946)

- Anne Boyd (* 1946), Komponistin und Musikpädagogin
- Colin Burgess (1946–2023), Schlagzeuger
- Charles Davis (* 1946), Jazzflötist
- John Hewson (* 1946), Wirtschaftswissenschaftler und Politiker
- Ray Keldie (* 1946), Tennisspieler
- Michael Morgan (* 1946), Ruderer
- Ray Ruffels (* 1946), Tennisspieler
- Suzanne Dorothy Rutland (* 1946), Hochschullehrerin an der University of Sydney
- Fiona Stanley (* 1946), Medizinerin und Epidemiologin

#### 1947
- Bryan Brown (* 1947), Schauspieler

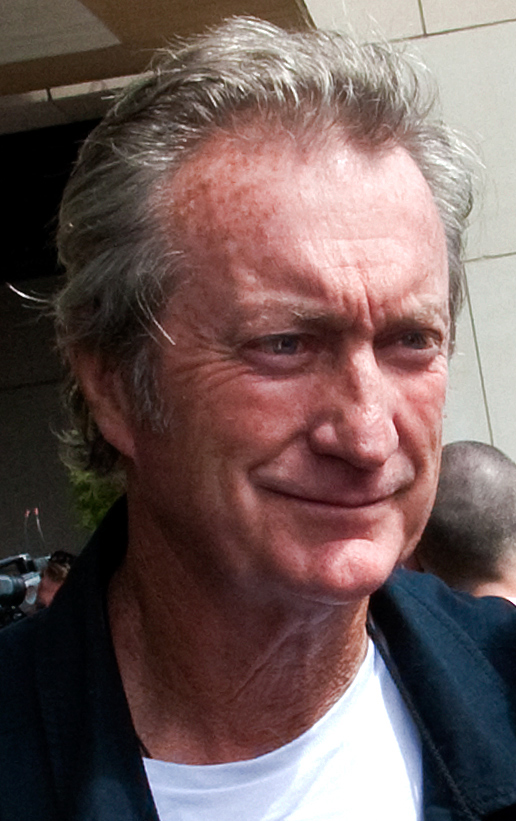
Bryan Brown
(* 1947)

- Peter Cosgrove (* 1947), Offizier und seit 2014 Generalgouverneur von Australien
- Barbara Darling (1947–2015), anglikanische Bischöfin
- Hugo de Garis (* 1947), Forscher auf dem Gebiet der künstlichen Intelligenz (KI)
- Peter James (* 1947), Kameramann
- Tim Johnson (* 1947), Maler und Installationskünstler
- Janice Murphy (1947–2018), Schwimmerin
- Greg Quill (1947–2013), Musiker und Redakteur
- Michael Ramsden (1947–2016), Maler
- Diana Shelstad (* 1947), australisch-US-amerikanische Mathematikerin
- Kevin Bloody Wilson (* 1947), Sänger und Songwriter

#### 1948
- Rosemary Follett (* 1948), Politikerin
- Richard Francis-Bruce (* 1948), Filmeditor
- Cassandra Harris (1948–1991), Filmschauspielerin
- Stephen Hatton (* 1948), Politiker
- Robert Hughes (* 1948), Schauspieler
- Jim Lynch (* 1948), Eisschnellläufer und Shorttracker
- Julie McGregor (* 1948), Schauspielerin
- Gregory Rogers (* 1948), Schwimmer

#### 1949
- Colin Bright (* 1949), Komponist

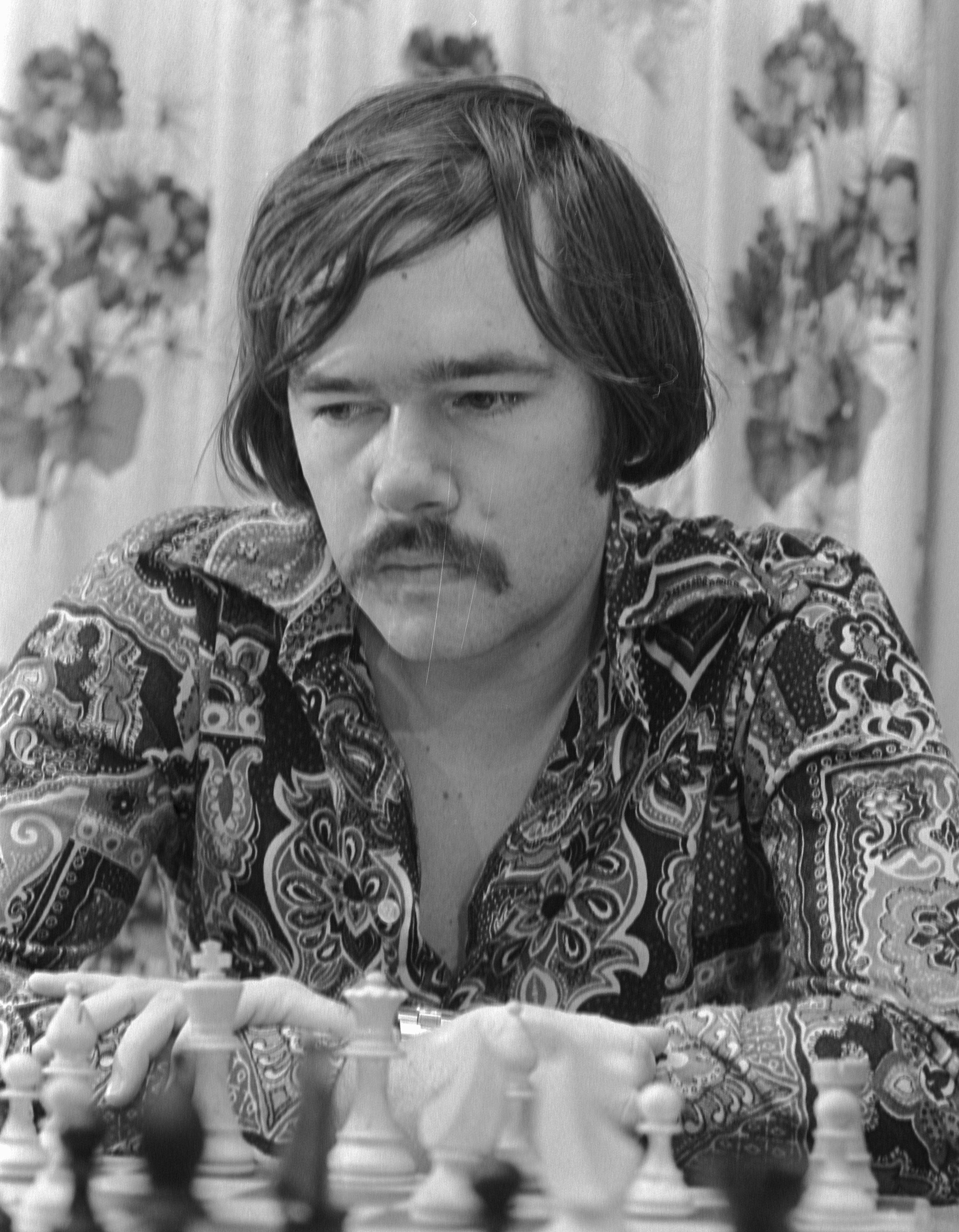
Walter Browne
(1949–2015)

- Warwick Brown (* 1949), Automobilrennfahrer
- Walter Browne (1949–2015), australisch-US-amerikanischer Schachmeister
- Michael Caulfield (* 1949), Autor und Regisseur
- Bob Giltinan (* 1949), Tennisspieler
- John Nixon (1949–2020), Maler
- Julian Charles Porteous (* 1949), römisch-katholischer Erzbischof von Hobart
- Rick Springfield (* 1949), australisch-US-amerikanischer Musiker und Schauspieler
- Tim Storrier (* 1949), Maler
- Michael Wenden (* 1949), Schwimmer

#### 1950
- John Coates (* 1950), Jurist und Sportfunktionär, IOC-Mitglied
- Glenn Davies (* 1950), anglikanischer Erzbischof von Sydney
- Phil Dent (* 1950), Tennisspieler
- Jo Ann Endicott (* 1950), Tänzerin
- Stewart Greenhalgh (* 1950), Geophysiker
- Kate Grenville (* 1950), Schriftstellerin
- Cherry Hood (* 1950), Malerin
- Christine Hunt (1950–2020), Speerwerferin
- Yvonne Kenny (* 1950), Opernsängerin (Sopran)
- Sue King (* 1950), Squashspielerin
- Peter Montgomery (* 1950), Wasserballspieler und Sportfunktionär
- Imants Tillers (* 1950), Konzeptkünstler und Maler

### 1951–1960

#### 1951
- John Alexander (* 1951), Tennisspieler und Politiker
- David Bradbury (* 1951), Filmemacher
- Tina Bursill (* 1951), Schauspielerin
- Peter Gavin Hall (1951–2016), Mathematiker
- Wayne Denis Hall (* 1951), Suchtforscher, Direktor des Zentrums für Jugend-Substanzmissbrauchsforschung an der University of Queensland
- Michael Joseph Mahony (* 1951), Biologe

#### 1952
- Warren Abeshouse (* 1952), Komponist

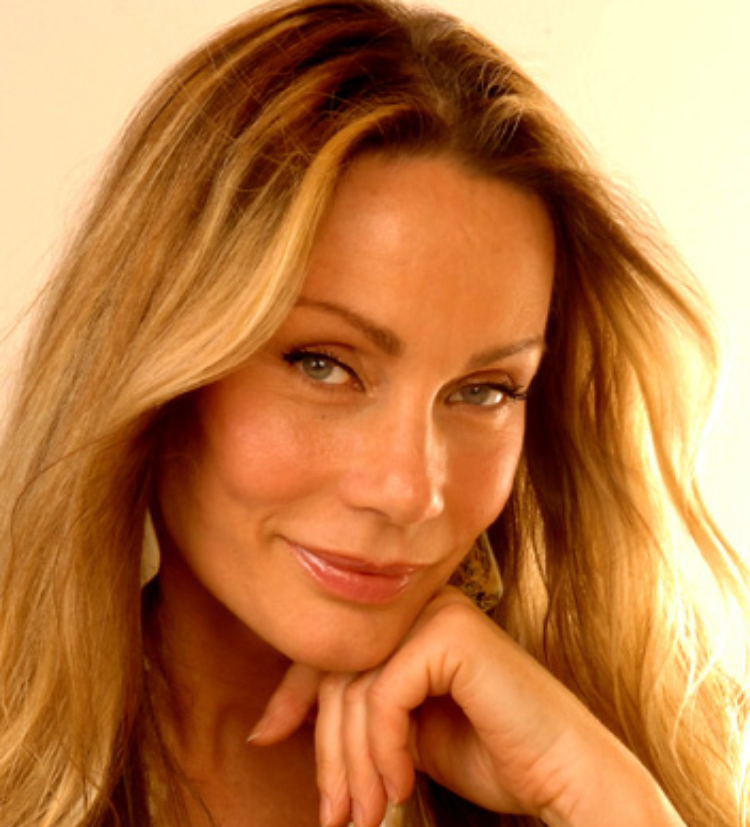
Virginia Hey
(* 1952)

- Peter Beattie (* 1952), Politiker (Australian Labor Party)
- Geoff Brabham (* 1952), Automobilrennfahrer
- John Broughton (* 1952), Amateurastronom
- Christopher Doyle (* 1952), Kameramann, Fotograf, Regisseur, Drehbuchautor und Schauspieler
- Russell Fairfax (* 1952), Rugby-League-Spieler- und Trainer
- Peter Farmer (* 1952), Hammerwerfer
- Elizabeth Grosz (* 1952), feministische Philosophin und Theoretikerin
- Virginia Hey (* 1952), Schauspielerin
- John Marks (* 1952), Tennisspieler
- Greg Mortimer (* 1952), Bergsteiger
- Chris Noonan (* 1952), Filmregisseur und Drehbuchautor
- Franciscus Verellen (* 1952), französischer Historiker und Sinologe
- Kim Warwick (* 1952), Tennisspieler

#### 1953
- Ross David Burke (1953–1985), Autor
- Nell Campbell (* 1953), Schauspielerin und Sängerin
- Richard Carter (1953–2019), Schauspieler
- Jackie French (* 1953), Schriftstellerin
- Peter Garrett (* 1953), Musiker und Politiker
- Bruce David Hales (* 1953), Geschäftsmann
- Fiona Hall (* 1953), Objektkünstlerin
- Steve Keen (* 1953), Ökonom, Professor für Volkswirtschaftslehre
- Angela Punch McGregor (* 1953), Schauspielerin
- Judy Playfair (* 1953), Schwimmerin
- Grant Stevens (* 1953), Sänger, Textdichter und Komponist

#### 1954

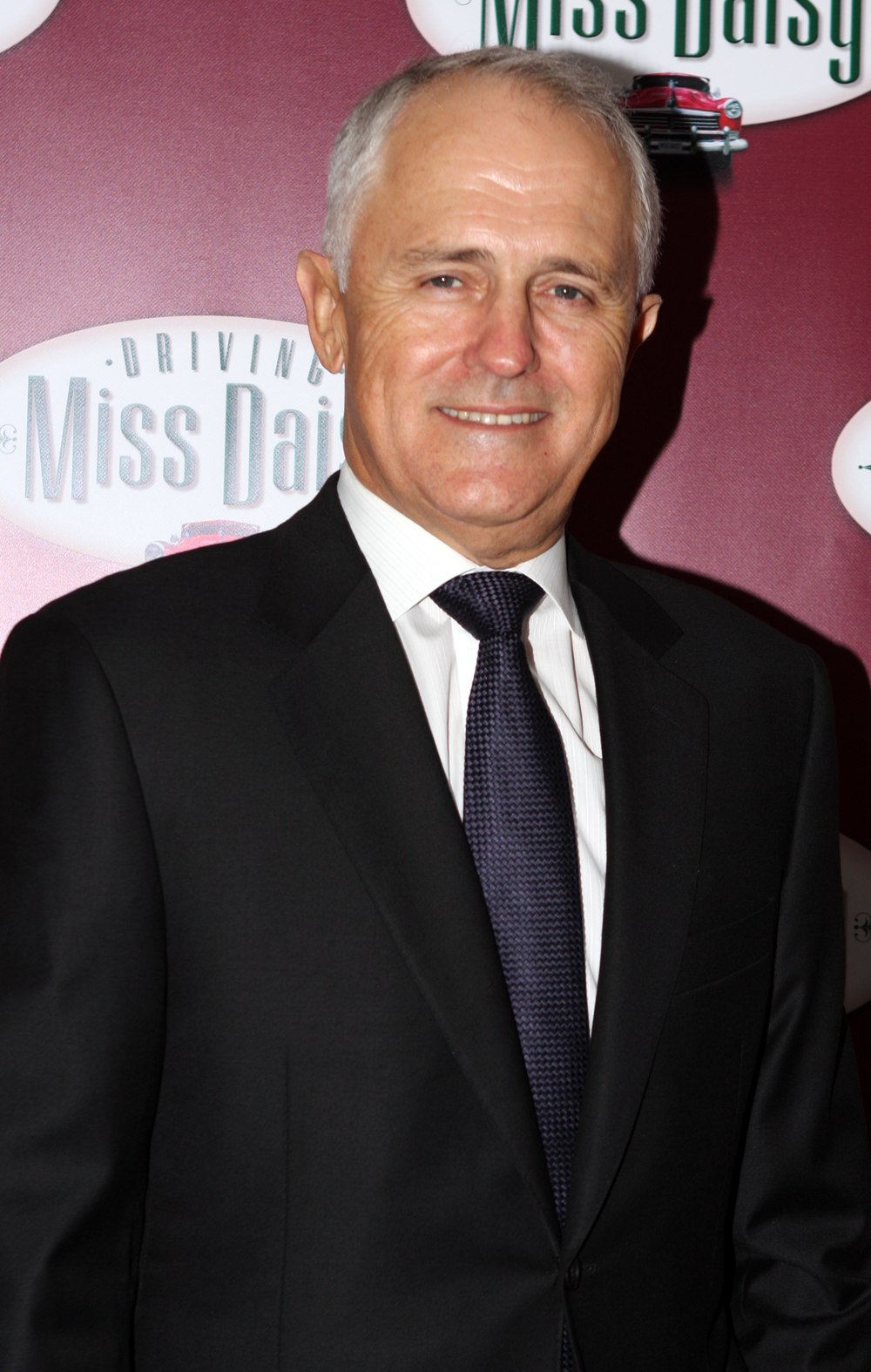
Malcolm Turnbull
(* 1954)

- Viv Albertine (* 1954), englische Musikerin, Singer-Songwriterin, Autorin und Regisseurin
- Liz Burch (* 1954), Schauspielerin
- Andrew Kerr (* 1954), Wasserballspieler
- Barrington Pheloung (1954–2019), Komponist
- Malcolm Turnbull (* 1954), Politiker und seit 2015 Premierminister von Australien
- Angela Webber (1954–2007), Autorin, TV-Autorin, Produzentin und Comedian

#### 1955
- David Atkins (* 1955), Regisseur, Produzent und Choreograph
- Allan Border (* 1955), Cricketspieler
- Geraldine Brooks (* 1955), Journalistin und Schriftstellerin
- Deborah Coulls (* 1955), Schauspielerin
- Peter Levy (* 1955), Kameramann
- Sally McKenzie (* 1955), Schauspielerin und Regisseurin
- Mario Millo (* 1955), Musiker, Komponist und Songwriter
- Rick Mitchell (1955–2021), Sprinter
- Gail Neall (* 1955), Schwimmerin
- Gary Sutton (* 1955), Radrennfahrer und Trainer
- Michael Freiherr von Ungern-Sternberg (* 1955), deutscher Diplomat und Botschafter
- John Vye (* 1955), Solotänzer

#### 1956
- Stephen Badger (* 1956), australisch-kanadischer Schwimmer
- Shane Gould (* 1956), Schwimmerin
- Valentina Iliffe (* 1956), britische Skirennläuferin
- Andrew Lesnie (1956–2015), Kameramann
- Janet Patterson (1956–2016), Kostümbildnerin und Artdirectorin

#### 1957
- Owen Lee Griffiths (* 1957), Malakologe, Unternehmer und Naturschützer
- Terry Hammond (* 1957), Radrennfahrer
- Peter O’Mara (* 1957), Jazzmusiker
- Kerryn Phelps (* 1957), Medizinerin und Politikerin

#### 1958
- Kerry Armstrong (* 1958), Schauspielerin
- Peter Cain (* 1958), Eiskunstläufer[1]
- Gary Humphries (* 1958), Politiker
- Mark Lee (* 1958), Schauspieler, Filmproduzent und Regisseur
- Richard McGregor (* 1958), Journalist und Autor
- Timothy Norton (* 1958), römisch-katholischer Ordensgeistlicher, Bischof von Broome
- Lenore Smith (* 1958), Schauspielerin
- Stephen Ure (* 1958), Schauspieler
- Phillip Wilcher (* 1958), Komponist und Pianist

#### 1959
- Dale Barlow (* 1959), Jazzmusiker
- Colin Beashel (* 1959), Segler
- Brad Dalton (* 1959), Basketballspieler
- Mark Ella (* 1959), Rugby-Union-Spieler
- Kim McKay (* 1959), Umweltschützerin, Autorin und Geschäftsfrau
- Brian S. Rosner (* 1959), anglikanischer Theologe und Hochschullehrer
- Amanda Stewart (* 1959), Lyrikerin und Performancekünstlerin
- Stephen F. Windon (* 1959), Kameramann
- Lenore Zann (* 1959), australisch-kanadische Schauspielerin, Synchronsprecherin und Politikerin

#### 1960
- Glenn Bourke (* 1960), Segler[2]
- Chris Chugg (* 1960), Springreiter
- Christopher Clark (* 1960), Historiker

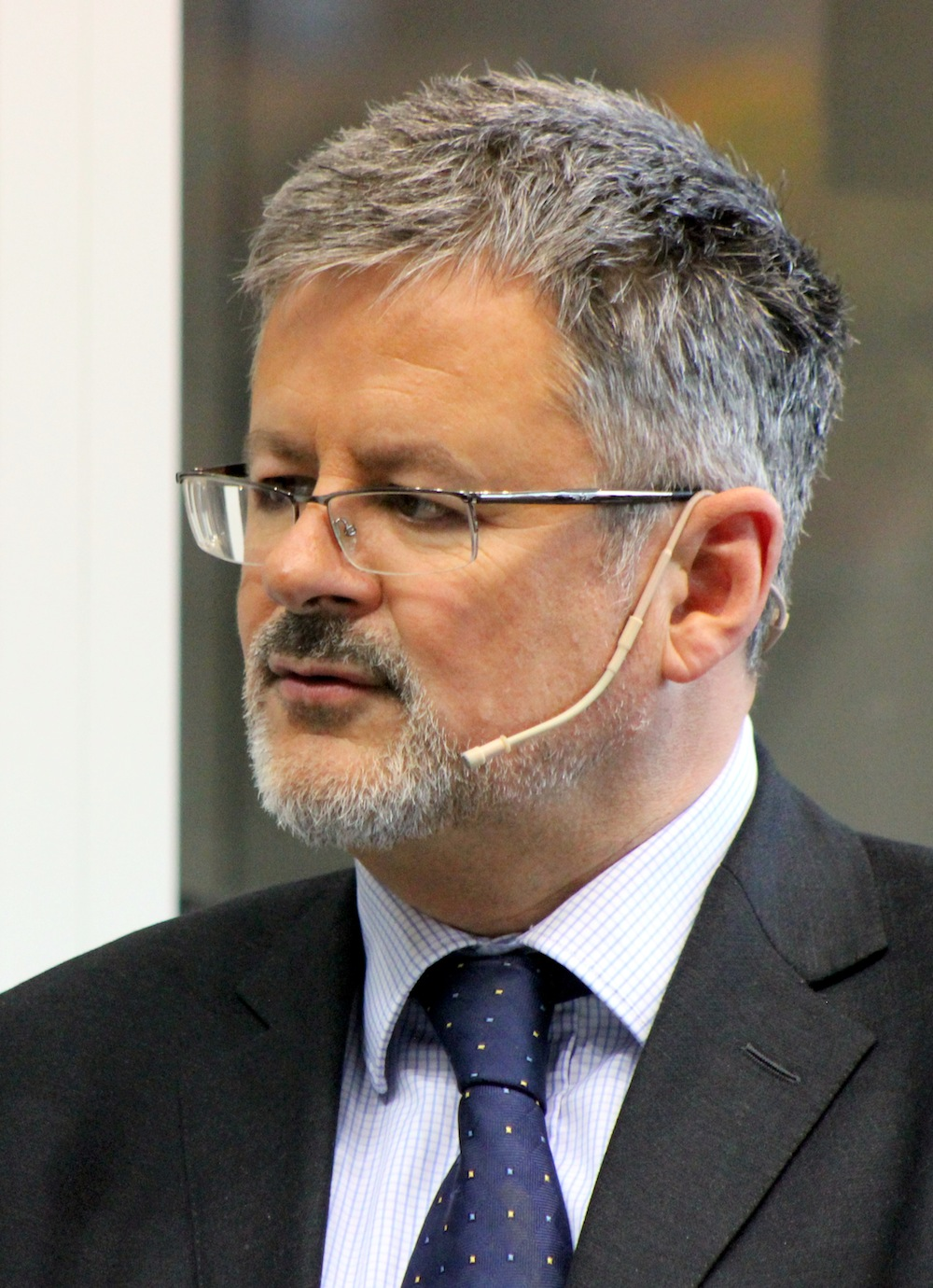
Christopher Clark
(* 1960)

- Anthony Fisher (* 1960), römisch-katholischer Erzbischof von Sydney
- Michael Hutchence (1960–1997), Sänger der Rockband INXS
- Genevieve Lemon (* 1960), Schauspielerin und Sängerin
- Peter Phelps (* 1960), Schauspieler
- Graeme Rutjes (* 1960), niederländischer Fußballspieler
- Lee Smith (* 1960), Filmeditor
- Lloyd Swanton (* 1960), Jazz- und Fusionmusiker
- William Snow (* 1960), Schauspieler und Fotomodell

### 1961–1970

#### 1961
- Jacqueline Badran (* 1961), Schweizer Politikerin (SP) und Unternehmerin
- Dale Caterson (* 1961), Steuermann im Rudern
- Carin Clonda (* 1961), australisch-estnische Squashspielerin
- Bruce Derlin (* 1961), Tennisspieler
- Ursula Dubosarsky (* 1961), Autorin
- Mark Ferguson (* 1961), Schauspieler und Moderator
- Morris Iemma (* 1961), Politiker
- Daniel Joseph Meagher (* 1961), römisch-katholischer Geistlicher, Weihbischof in Sydney
- Rachel Siewert (* 1961), Politikerin
- Ken Wark (* 1961), Hockeyspieler
- Simone Young (* 1961), Dirigentin, Opernintendantin und Hochschulprofessorin

#### 1962

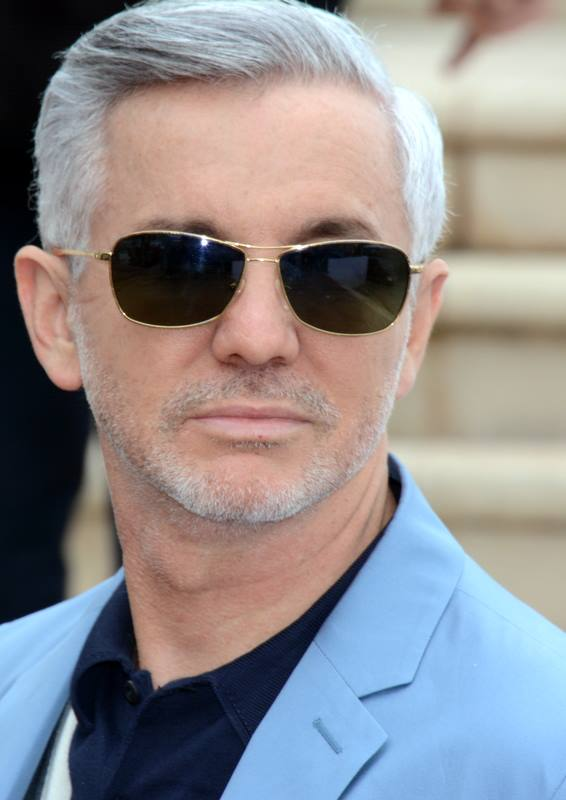
Baz Luhrmann
(* 1962)

- Tony Buck (* 1962), Schlagzeuger und Perkussionist
- Luke Davies (* 1962), Romanautor, Dichter und Drehbuchautor
- Stephen Evans (* 1962), Ruderer
- Michelle Ford (* 1962), Schwimmerin
- Greg Fraine (* 1962), neuseeländischer Radrennfahrer
- Baz Luhrmann (* 1962), Regisseur, Drehbuchautor und Schauspieler
- Peter Moore (* 1962), Reiseschriftsteller
- Liane Tooth (* 1962), Hockeyspielerin
- Laurie Warder (* 1962), Tennisspieler
- Andreas Zakostelsky (* 1962), österreichischer Politiker (ÖVP) und Vorstandsdirektor

#### 1963

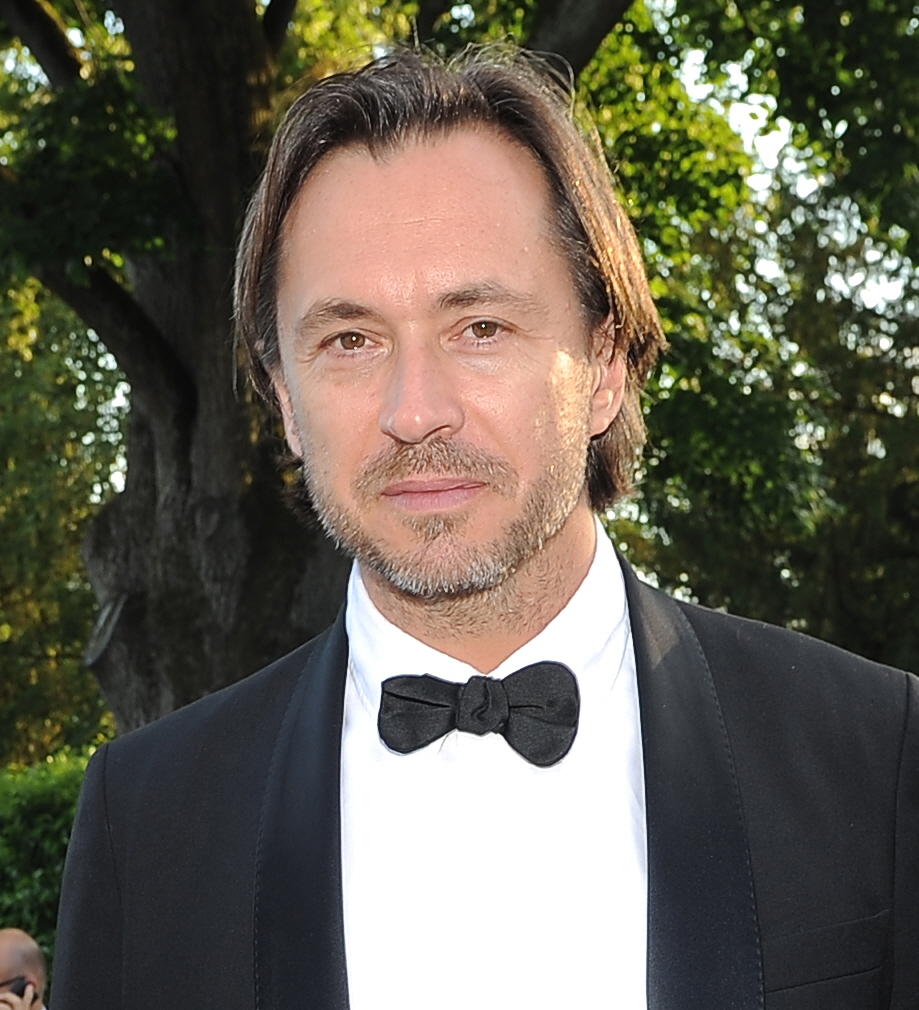
Marc Newson
(* 1963)

- Anthony Albanese (* 1963), Politiker (Australian Labor Party)
- Lou Amato (* 1963), Politiker (Liberal Party of Australia)
- Graham Arnold (* 1963), Fußballspieler
- Mitch Booth (* 1963), Segler
- Ian Gray (1963–2010), Fußballspieler
- Marc Newson (* 1963), Designer
- Kathleen Partridge (1963–2021), Hockeyspielerin
- Joy Smithers (* 1963), Schauspielerin
- Andrew Speight (1963/64–2022), Jazzmusiker und Hochschullehrer

#### 1964
- Gia Carides (* 1964), Schauspielerin
- Brett Climo (* 1964), Schauspieler
- Mark Dalton (* 1964), Basketballspieler[3]
- Stephan Elliott (* 1964), Filmregisseur und Drehbuchautor
- Jeff Fenech (* 1964), Boxer
- David Giles (* 1964), Segler
- Traci Harding (* 1964), Schriftstellerin
- Rachel Khedoori (* 1964), australisch-US-amerikanische Künstlerin
- Toba Khedoori (* 1964), australisch-US-amerikanische Künstlerin
- Marise Payne (* 1964), liberale Politikerin, Verteidigungsministerin
- Matthew Ryan (* 1964), Vielseitigkeitsreiter und Pferdezüchter
- Andrew Speight (1964–2022), Jazzmusiker und Hochschullehrer

#### 1965
- Darren Clark (* 1965), Leichtathlet
- Adam Cullen (1965–2012), Künstler

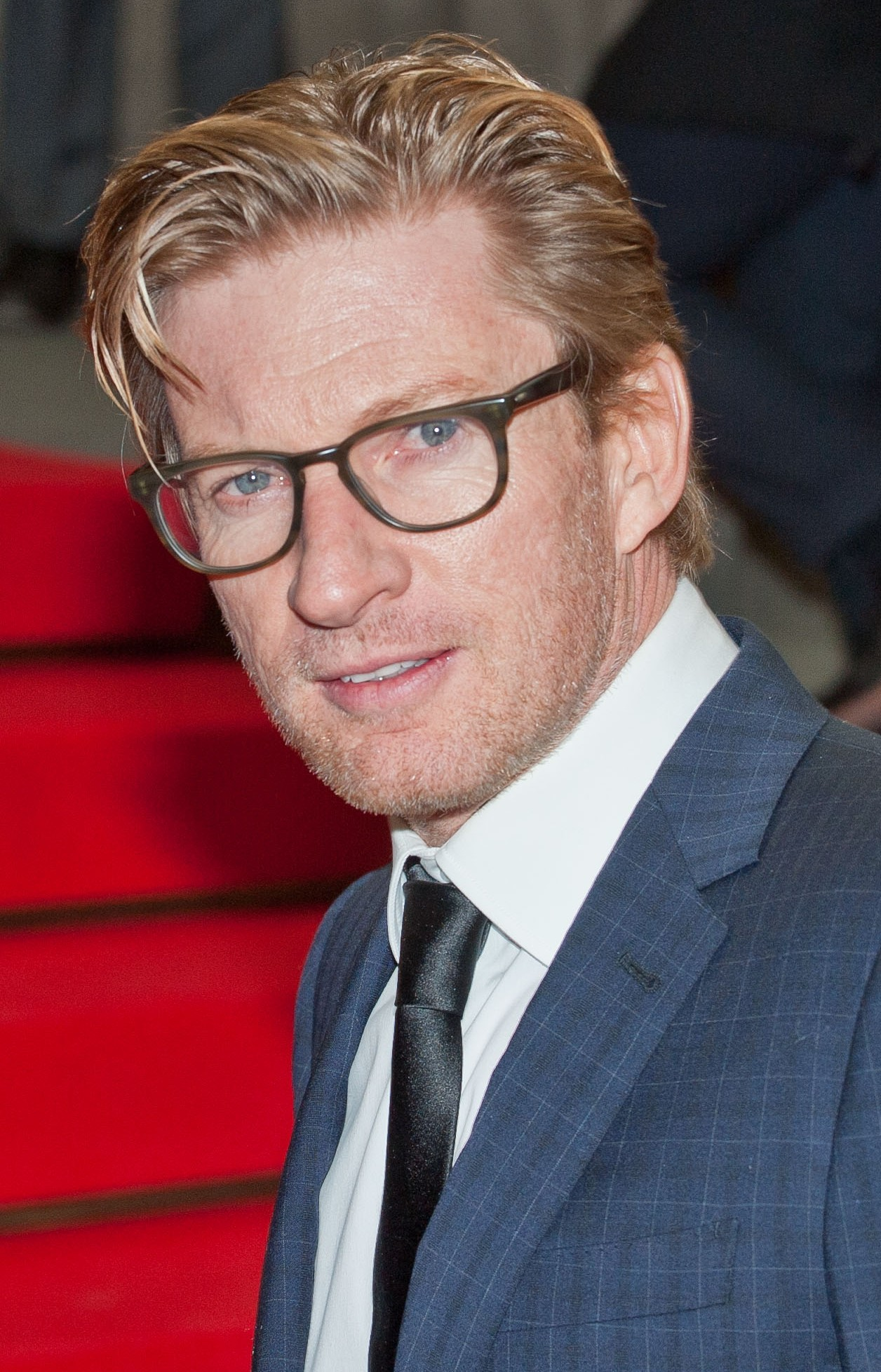
David Wenham
(* 1965)

- Michael William Delany (* 1965), Schwimmer
- Peter Greste (* 1965), Kriegsberichterstatter, Dokumentarfilmer, Journalist und Publizist
- Jeff Harding (* 1965), Boxer
- Linde Ivimey (* 1965), Bildhauerin
- Virginia Lee (* 1965), Ruderin
- Catherine Martin (* 1965), Szenen- und Kostümbildnerin
- Craig McLachlan (* 1965), Schauspieler und Sänger
- John Polson (* 1965), Schauspieler und Regisseur
- James Tomkins (* 1965), Ruderer
- David Wenham (* 1965), Schauspieler
- Debbie Watson (* 1965), Wasserballspielerin
- Anthony Wong (* 1965), Schauspieler
- Darlene Zschech (* 1965), Sängerin

#### 1966

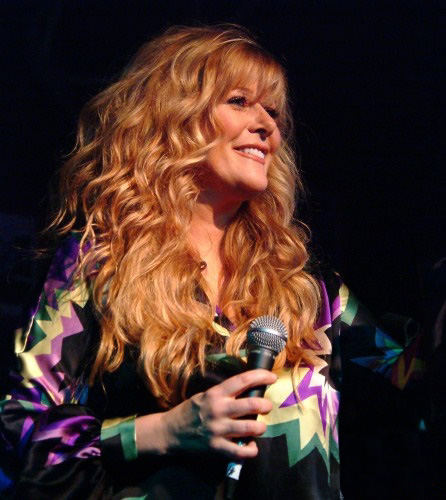
Jamie O’Neal
(* 1966)

- Natalie Bennett (* 1966), britische Politikerin (Green Party)
- Stephen Carr (* 1966), Eiskunstläufer
- David Chalmers (* 1966), Philosoph
- John Corbett, Automobilrennfahrer
- Kate Forsyth (* 1966), Schriftstellerin und Dichterin
- Tania Golden (* 1966), österreichische Schauspielerin, Sängerin, Regisseurin und Kulturmanagerin
- Bruce Keech (* 1966), Radrennfahrer
- Jamie O’Neal (* 1966), Country-Sängerin und -Songschreiberin
- Anthony Randazzo (* 1966), römisch-katholischer Geistlicher, Bischof von Broken Bay

#### 1967
- Nicole Boegman (* 1967), Weitspringerin
- Maria Despas (* 1967), Freestyle-Skierin
- Danielle Drady (* 1967), Squashspielerin
- Lars Kleppich (* 1967), Windsurfer
- Peter Lonard (* 1967), Golfsportler
- Michelle Martin (* 1967), Squashspielerin
- Jacqueline McKenzie (* 1967), Schauspielerin
- Bjarne Melgaard (* 1967), norwegischer Künstler
- Nicholas Milton (* 1967), Geiger und Dirigent
- Garry John Orriss (* 1967), Maler und Fotograf
- Nicola Roxon (* 1967), Politikerin (Australian Labor Party)
- Clayton Stevenson (* 1967), Radrennfahrer[4]
- Anissa Tann-Darby (* 1967), Fußballspielerin
- Andrew Tridgell (* 1967), Programmierer
- Tracey Wheeler (* 1967), Fußballspielerin

#### 1968
- Genevieve Bell (* 1968), Anthropologin
- Simone Buchanan (* 1968), Schauspielerin

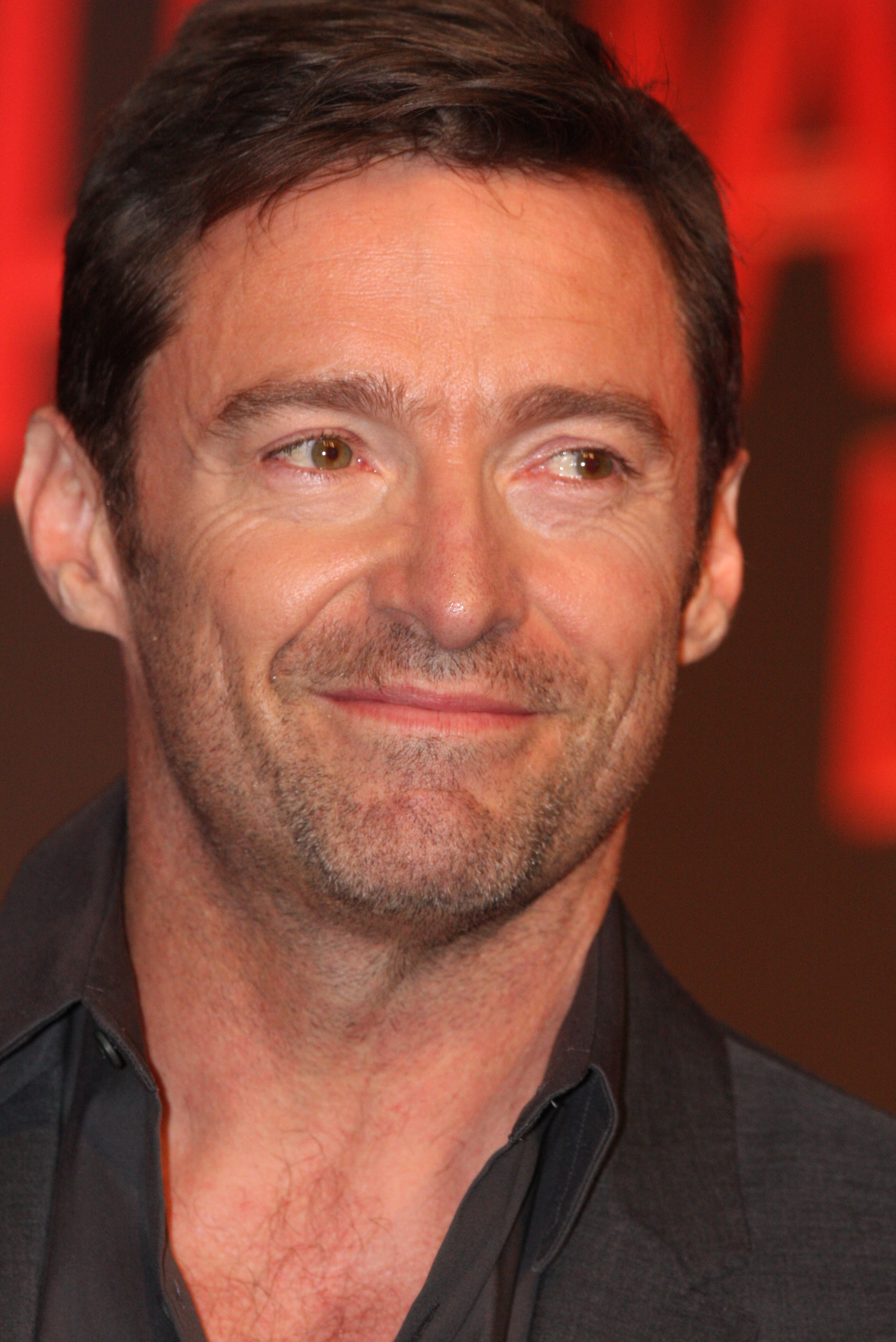
Hugh Jackman
(* 1968)

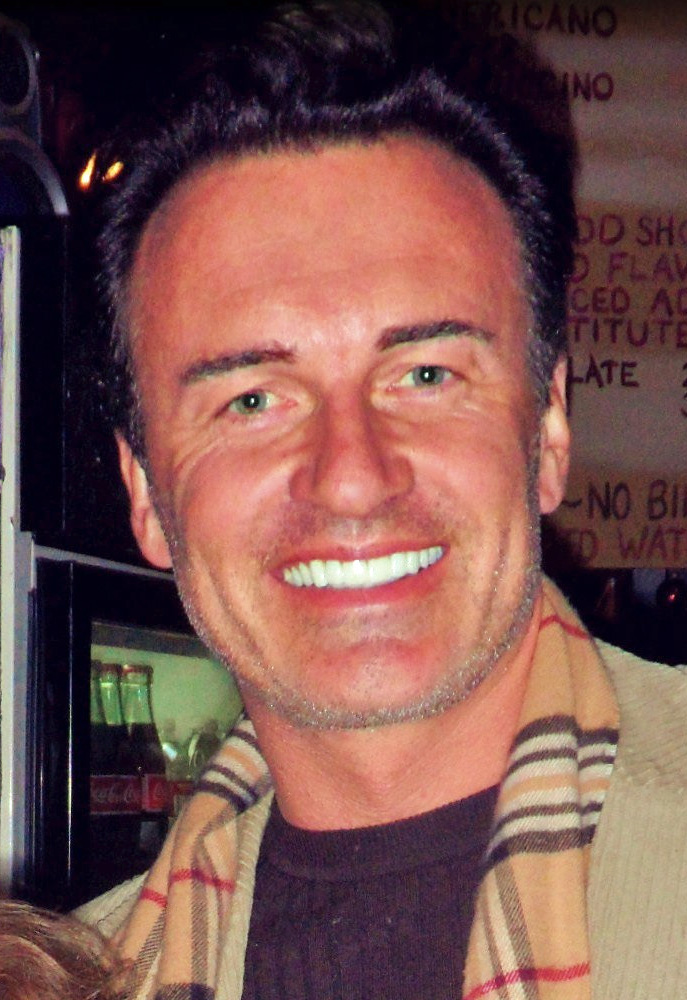
Julian McMahon
(1968–2025)

- Anita Heiss (* 1968), Schriftstellerin und Aktivistin der Aborigines
- Hugh Jackman (* 1968), Schauspieler
- Morgan Jones (* 1968), britischer Skirennläufer
- Martin Lynes (* 1968), Schauspieler
- Julian McMahon (1968–2025), Schauspieler
- Jaclyn Moriarty (* 1968), Medienanwältin und Schriftstellerin
- Nathan Rees (* 1968), Politiker, Premierminister von New South Wales
- Stuart Skelton (* 1968), Tenor
- Andrew Trim (* 1968), Kanute
- Trent Zimmerman (* 1968), Politiker

#### 1969

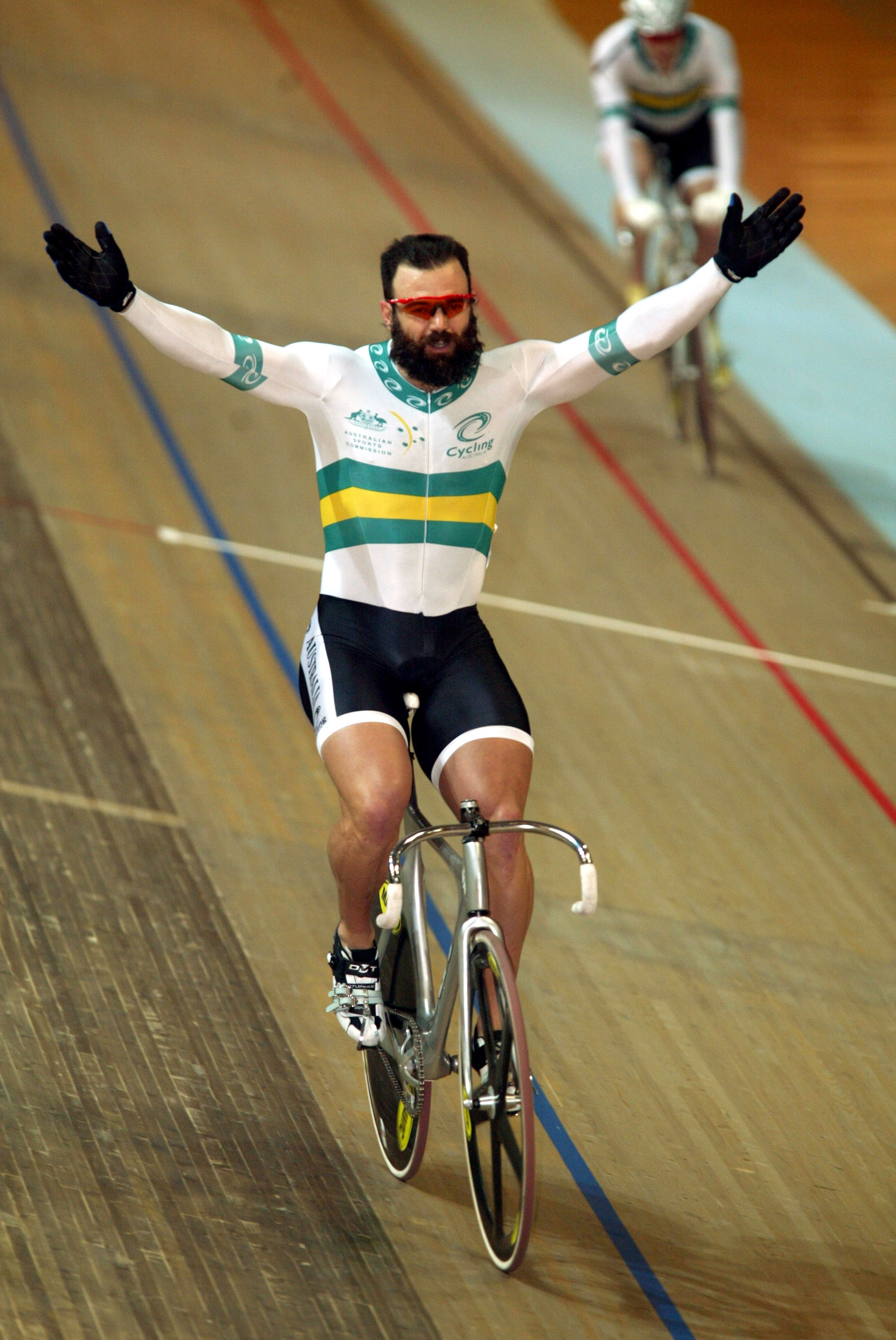
Sean Eadie
(* 1969)

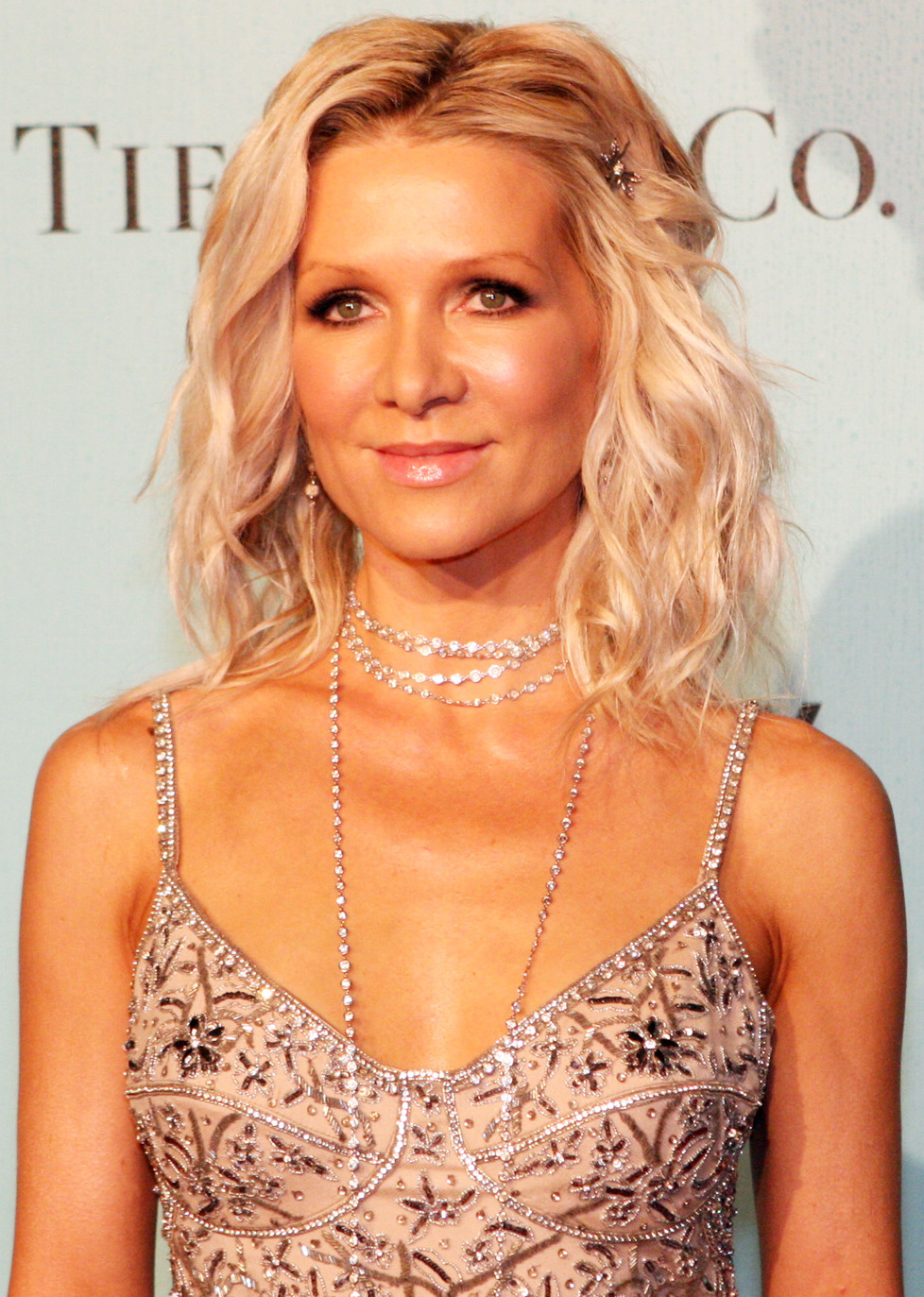
Danielle Spencer
(* 1969)

- Oren Ambarchi (* 1969), Multi-Instrumentalist und Komponist
- Milan Blagojevic (* 1969), Fußballspieler
- Danielle Carr-McGrath (* 1969), Eiskunstläuferin
- Jessica Crisp (* 1969), Windsurferin
- Rob Dougan (* 1969), Pop-Musiker
- Sean Eadie (* 1969), Radsportler
- Janusz Hooker (* 1969), Ruderer
- Tim Jackson (* 1969), Leichtathlet
- Michelle Jaggard-Lai (* 1969), Tennisspielerin
- Tanya Plibersek (* 1969), Politikerin
- Nicholas Rogers (* 1969), Filmschauspieler und Fotomodell
- David A. Sinclair (* 1969), Biologe
- Danielle Spencer (* 1969), Schauspielerin, Sängerin und Songschreiberin

#### 1970

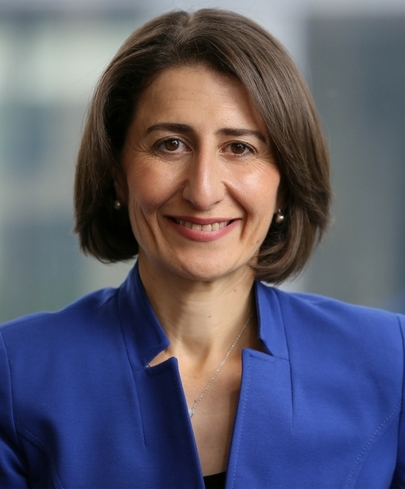
Gladys Berejiklian
(* 1970)

- Sherrié Austin (* 1970), Country-Songschreiberin, Schauspielerin und Sängerin
- Natasha Barker (* 1970), Gewichtheberin[5]
- Gladys Berejiklian (* 1970), Politikerin (Liberal Party)
- Michael Blackburn (* 1970), Segler
- Daniel Collins (* 1970), Kanute
- John Forbes (* 1970), Segler
- Julie Goodwin (* 1970), Köchin und Kochbuchautorin
- David Hall (* 1970), Rollstuhltennisspieler
- Scott Hunter-Russell (* 1970), Bogenschütze
- Adam Hills (* 1970), Comedian und Fernsehmoderator
- Daniel Jocelyn (* 1970), neuseeländischer Vielseitigkeitsreiter
- Mark Kingsland (* 1970), Radrennfahrer
- Daniel Lapaine (* 1970), Schauspieler
- Feiz Mohammed (* 1970 oder 1971), wahhabitischer Prediger
- Shaun Murphy (* 1970), irisch-australischer Fußballspieler und -trainer
- Michael Naray (* 1970), Bogenschütze
- Rod Owen-Jones (* 1970), Wasserballspieler
- Trennon Paynter (* 1970), Freestyle-Skier
- Lisa Powell (* 1970), Hockeyspielerin
- Melanie Roche (* 1970), Softballspielerin
- Sandon Stolle (* 1970), Tennisspieler
- Dominique Sutton (* 1970), Bildhauerin
- Michael Tebbutt (* 1970), Tennisspieler
- Warwick Tucker (* 1970), Mathematiker
- Michael Wilkinson (* 1970), Kostümbildner
- Peta Wilson (* 1970), Model und Schauspielerin

### 1971–1980

#### 1971

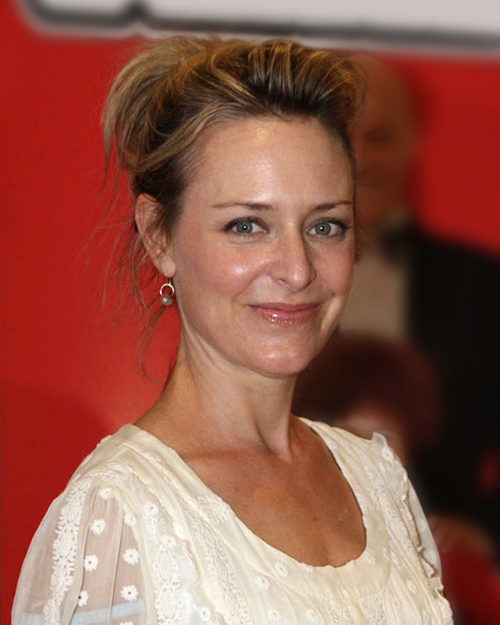
Rachael Beck
(* 1971)

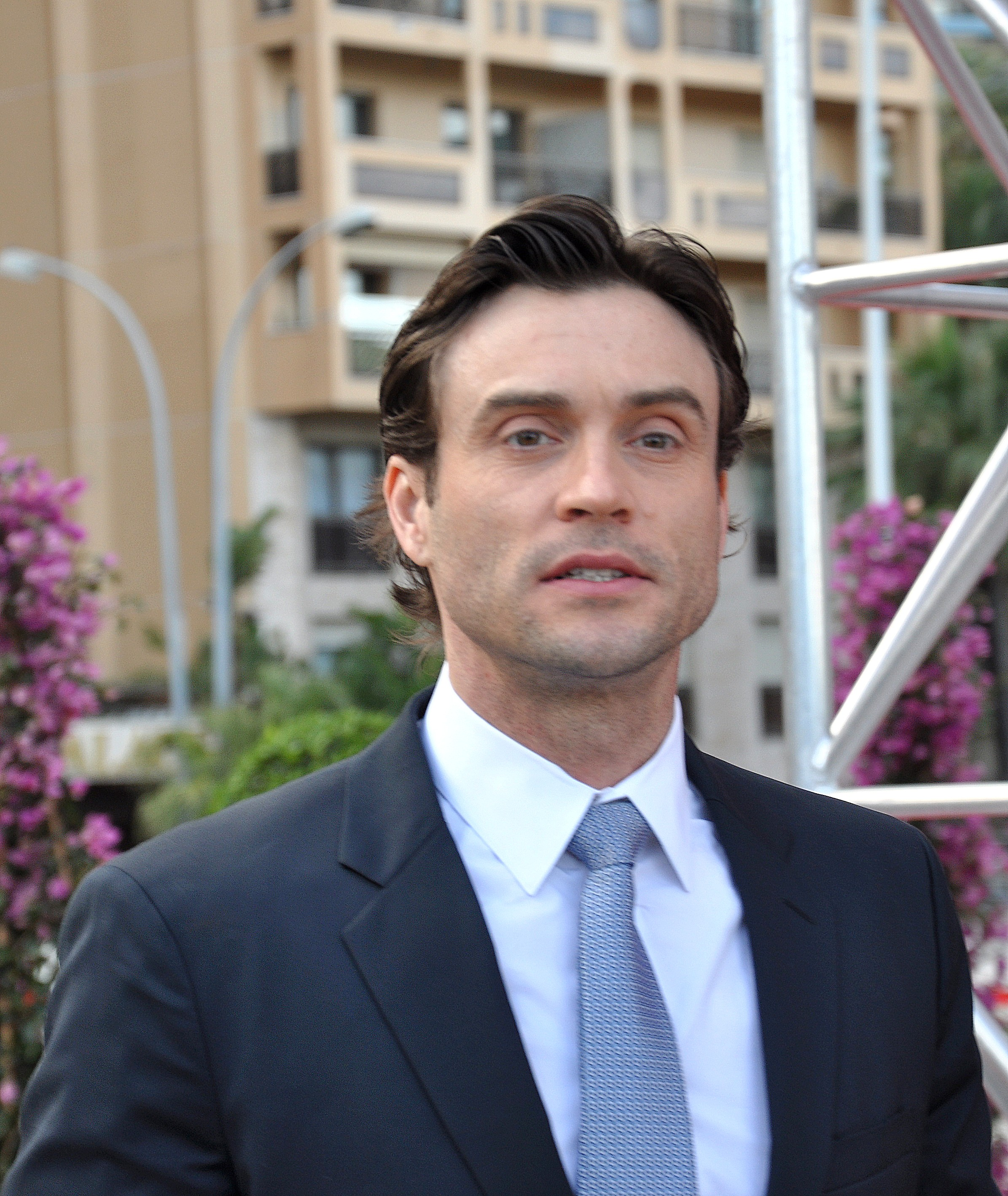
Daniel Goddard
(* 1971)

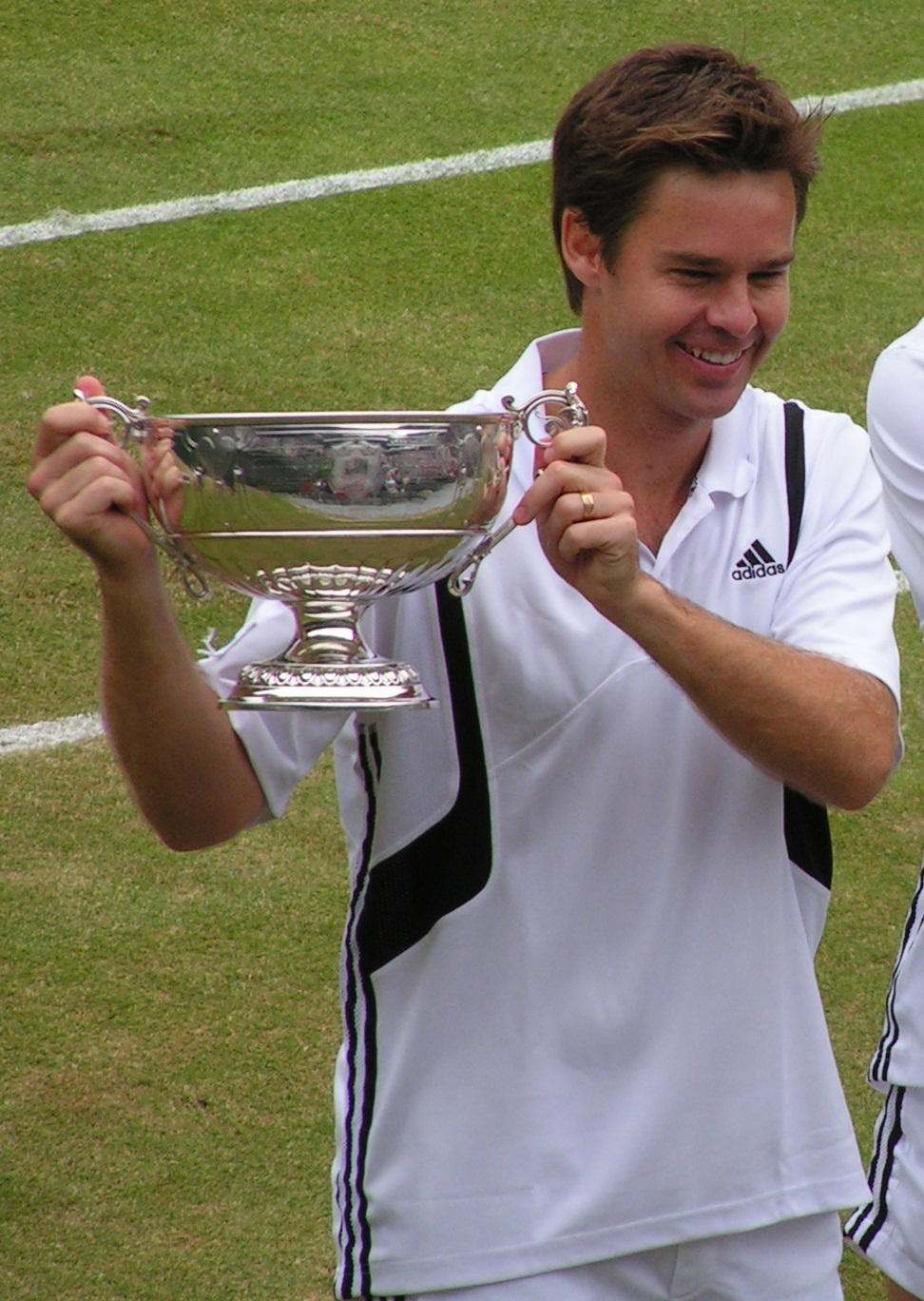
Todd Woodbridge
(* 1971)

- Scott Adams (* 1971), Behindertensportler im Ski Alpin
- Murray Bartlett (* 1971), Schauspieler
- Rachael Beck (* 1971), Schauspielerin und Sängerin
- Matthew Bingley (* 1971), Fußballspieler
- Fiona Burnett (* 1971), Jazzmusikerin
- Anja Coleby (* 1971), Schauspielerin
- Liane Fenwick (* 1971), Beachvolleyballspielerin
- Eric Friedler (* 1971), deutscher Fernsehjournalist
- Daniel Goddard (* 1971), Filmschauspieler und Model
- Lisa McCune (* 1971), Schauspielerin
- Brad McMurray (* 1971), Schauspieler
- Jamie Morgan (* 1971), Tennisspieler
- Jessica Rankin (* 1971), Künstlerin
- Rennae Stubbs (* 1971), Tennisspielerin
- Liz Weekes (* 1971), Wasserballspielerin
- Todd Woodbridge (* 1971), Tennisspieler
- Ned Zelic (* 1971), Fußballspieler

#### 1972

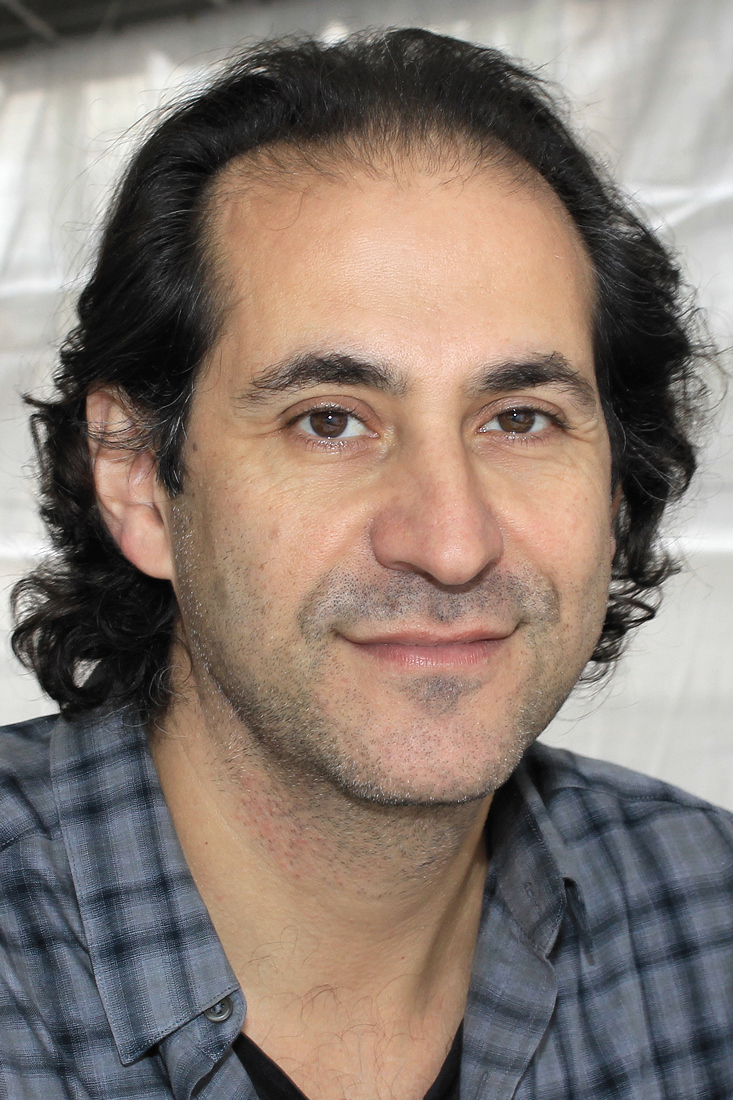
Steve Toltz
(* 1972)

- Stevče Aluševski (* 1972), nordmazedonischer Handballspieler
- Del Kathryn Barton (* 1972), Malerin und Filmregisseurin
- Kirk Baxter (* 1972), Filmeditor
- Layne Beachley (* 1972), Surferin und Schauspielerin
- Greg Bennett (* 1972), Duathlet und Triathlet
- Claudia Black (* 1972), Schauspielerin
- Mark Bosnich (* 1972), Fußballtorwart
- Matthew Breeze (* 1972), Fußballschiedsrichter
- Toni Collette (* 1972), Schauspielerin und Sängerin
- Paula Denyer (* 1972), Serienmörderin
- Michael Diamond (* 1972), Sportschütze
- Chris Fydler (* 1972), Schwimmer
- Nick Gates (* 1972), Radrennfahrer
- Zeljko Kalac (* 1972), Fußballtorwart
- Claudia Karvan (* 1972), Schauspielerin
- Garry McCoy (* 1972), Motorrad-Rennfahrer
- David Michôd (* 1972), Filmregisseur, Drehbuchautor, Filmproduzent und Schauspieler
- Emil Minty (* 1972), Kinderschauspieler
- Poppy Montgomery (* 1972), Schauspielerin
- Paul Okon (* 1972), Fußballspieler
- Malcolm Page (* 1972), Segler
- Mark Schwarzer (* 1972), Fußballtorhüter und Rekordnationalspieler Australiens
- Steve Toltz (* 1972), Schriftsteller

#### 1973
- Catherine Barclay-Reitz (* 1973), Tennisspielerin
- Steven Bradbury (* 1973), Shorttrack-Sportler
- Matt Burke (* 1973), Rugby-Union-Spieler
- Alex Dimitriades (* 1973), Schauspieler
- Simone Hankin (* 1973), Wasserballspielerin
- Andrea Keller (* 1973), Jazzmusikerin
- Matthew Kelly (* 1973), katholischer Motivationsredner, Prediger, Berater und Autor
- Robert Luketic (* 1973), Regisseur
- Chris McCormack (* 1973), Triathlet
- Melissa Mills (* 1973), Wasserballspielerin
- Tony Popovic (* 1973), Fußballspieler
- Ben Quilty (* 1973), Maler
- Anthony Wilson (* 1973), Eishockeyspieler

#### 1974
- Vanessa Baker (* 1974), Wasserspringerin[6]
- Philip Bryant (* 1974), Schwimmer[7]
- Daniel Burke (* 1974), Ruderer

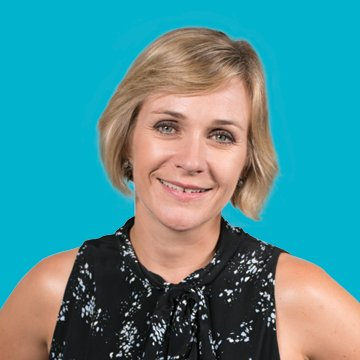
Zali Steggall
(* 1974)

- Naomi Castle (* 1974), Wasserballspielerin
- Alvin Ceccoli (* 1974), Fußballspieler
- Kylie Gill (* 1974), neuseeländische Freestyle-Skierin
- Michael Hill (* 1974), Tennisspieler
- Fiona Lowry (* 1974), Malerin
- Bronwyn Mayer (* 1974), Wasserballspielerin
- Ante Milicic (* 1974), australischer Fußballspieler kroatischer Herkunft
- Catherine Nichols (* 1974), Autorin, Übersetzerin und Kuratorin
- Nathan O’Neill (* 1974), Radrennfahrer
- Matthew Reilly (* 1974), Schriftsteller
- Jane Saville (* 1974), Leichtathletin
- Deborah Sosimenko (* 1974), Hammerwerferin
- Zali Steggall (* 1974), Skiläuferin
- Catherine Sutherland (* 1974), Schauspielerin
- Melissa Tkautz (* 1974), Schauspielerin, Sängerin, Model und Moderatorin
- Edwina Tops-Alexander (* 1974), Springreiterin
- Matthew White (* 1974), Radrennfahrer
- Taryn Woods (* 1974), Wasserballspielerin
- David Zdrilic (* 1974), australischer Fußballspieler kroatischer Herkunft

#### 1975

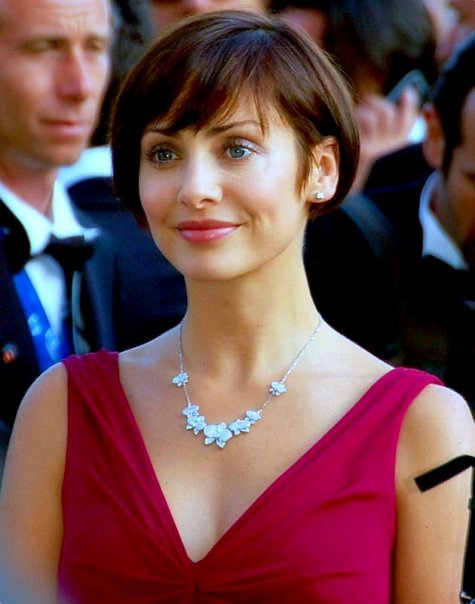
Natalie Imbruglia
(* 1975)

- Scott Chipperfield (* 1975), australisch-schweizerischer Fußballspieler
- Nick Cleaver (* 1975), Freestyle-Skier
- Ante Covic (* 1975), Fußballtorhüter
- Natalie Imbruglia (* 1975), Sängerin und Schauspielerin
- Jane Jamieson (* 1975), Siebenkämpferin
- Goran D. Kleut (* 1975), Schauspieler
- Matthew Long (* 1975), Ruderer
- Craig McCartney (* 1975), Straßenradrennfahrer
- Scott Miller (* 1975), Schwimmer
- Natalie Titcume (* 1975), Softballspielerin
- Markus Zusak (* 1975), Schriftsteller

#### 1976
- Dieter Brummer (1976–2021), Schauspieler
- Steven Dewick (* 1976), Schwimmer
- Alastair Gordon (* 1976), Ruderer
- Ryan Kwanten (* 1976), Schauspieler
- Bradley McGee (* 1976), Radrennfahrer
- Trent O’Donnell (* 1976), Filmregisseur und Drehbuchschreiber
- Peter Pullicino (* 1976), Fußballspieler
- Ufuk Talay (* 1976), Fußballspieler und -trainer
- Jodi Winter (* 1976), Ruderin

#### 1977
- Grant Balfour (* 1977), Baseballspieler[8]
- AJ Bear (* 1977), Skirennläufer

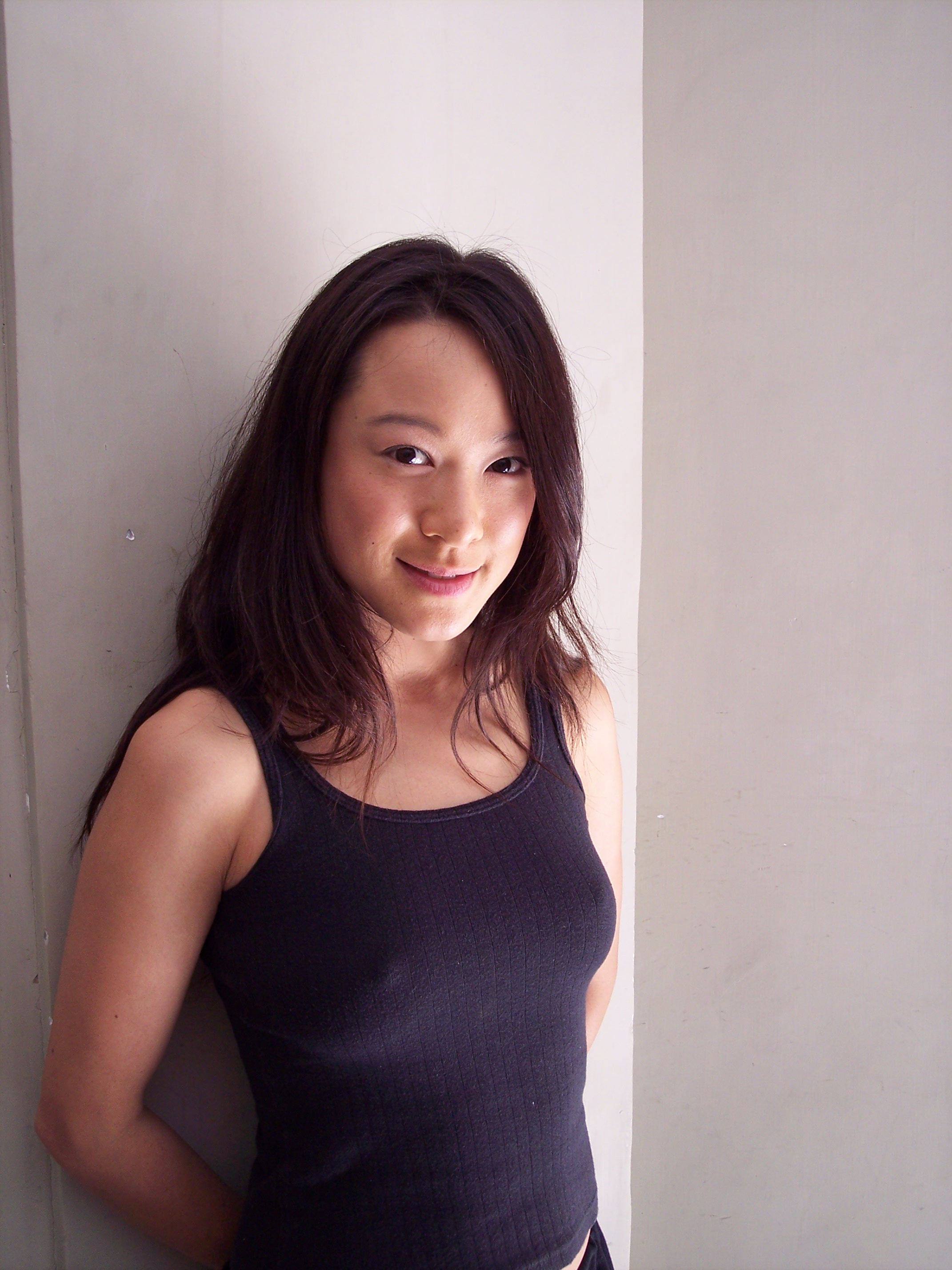
Nina Liu
(* 1977)

- Manuela Berchtold (* 1977), Freestyle-Skierin
- Craig Branch (* 1977), Skirennläufer
- Kim Briggs (* 1977), Handballspielerin[9]
- Brendan Casey (* 1977), Segler[10]
- Hayden Foxe (* 1977), Fußballspieler
- Nina Liu (* 1977), Schauspielerin
- Michael McCann (* 1977), Hockeyspieler
- Sarah Monahan (* 1977), Schauspielerin
- Stirling Mortlock (* 1977), Kapitän der australischen Rugby-Union-Nationalmannschaft
- Zoe Naylor (* 1977), Schauspielerin
- Craig Nicholls (* 1977), Sänger, Songwriter und Gitarrist (The Vines)
- Nadje Noordhuis (* 1977), Jazzmusikerin
- Rebecca St. James (* 1977), Sängerin
- Brad Thomas (* 1977), Baseballspieler
- Stuart Welch (* 1977), Ruderer
- Daniel Weltlinger (* 1977), Jazzmusiker
- Stephen Wooldridge (1977–2017), Radrennfahrer

#### 1978
- Jacob Burns (* 1978), Fußballspieler
- Kat Frankie (* 1978), Singer-Songwriterin und Gitarristin
- Nicole Hackett (* 1978), Triathletin
- Yvette Higgins (* 1978), Wasserballspielerin
- Harry Kewell (* 1978), Fußballspieler
- Amanda Laird (* 1978), Synchronschwimmerin
- Kristina Larsen (* 1978), Ruderin
- Ben Lee (* 1978), Musiker und Schauspieler
- Spiros Marazios (* 1978), Volleyballspieler[11]
- Michael Masi (* 1978), Motorsportfunktionär
- Lucas Neill (* 1978), Fußballspieler
- Matthew Nielsen (* 1978), Basketballspieler
- Keir O’Donnell (* 1978), US-amerikanischer Schauspieler
- Jenny Owens (* 1978), Skisportlerin
- Alicia Poto (* 1978), Basketballspielerin[12]
- Rebecca Rippon (* 1978), Wasserballspielerin
- Matthew Shirvington (* 1978), Leichtathlet
- Stephen Stewart (* 1978), Ruderer
- Massimiliano Vieri (* 1978), australisch-italienischer Fußballspieler
- Julia Wilson (* 1978), Ruderin

#### 1979
- Randa Abdel-Fattah (* 1979), Autorin
- Steven Barnett (* 1979), Wasserspringer
- Lucas Browne (* 1979), Boxer

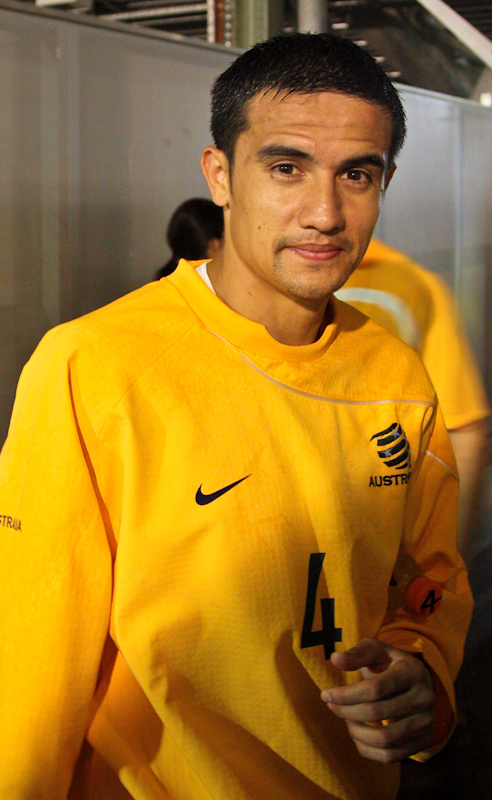
Tim Cahill
(* 1979)

- Jemma Brownlow (* 1979), Wasserballspielerin[13]
- Rose Byrne (* 1979), Schauspielerin
- Tim Cahill (* 1979), Fußballspieler
- Brett Cash (* 1979), Ringer[14]
- James Chapman (* 1979), Ruderer
- Conrad Coleby (* 1979), Schauspieler
- Shaun Coulton (* 1979), Ruderer[15]
- Adam Griffiths (* 1979), Fußballspieler
- Joel Griffiths (* 1979), Fußballspieler
- Joel Houston (* 1979), Sänger
- Rebecca Manuel (* 1979), Wasserspringerin
- Leonie Nichols (* 1979), Synchronschwimmerin
- Paul Reid (* 1979), Fußballspieler
- Anthony Ricketts (* 1979), Squashspieler
- Angus Sampson (* 1979), Schauspieler
- Marty Sampson (* 1979), christlicher Musiker der Hillsong Church
- Anthony Šerić (* 1979), kroatischer Fußballspieler
- Jessica Shirvington (* 1979), Schriftstellerin
- James Spithill (* 1979), Segler
- Bryanne Stewart (* 1979), Tennisspielerin
- Leeanna Walsman (* 1979), Schauspielerin
- Madeleine West (* 1979), Schauspielerin
- Nathan Wilmot (* 1979), Regattasegler

#### 1980
- Rachael Carpani (* 1980), Schauspielerin
- Ashley Cooper (1980–2008), Automobilrennfahrer
- James Courtney (* 1980), Automobilrennfahrer
- Evie Dominikovic (* 1980), australische Tennisspielerin jugoslawischer Herkunft
- Nick Gibbs (* 1980), Musiker
- Dean Heffernan (* 1980), Fußballspieler
- Emma Johnson (* 1980), Schwimmerin[16]
- Daniel MacPherson (* 1980), Theater- und Filmschauspieler, Musicaldarsteller und Fernsehmoderator
- Lisa Marangon (* 1980), Triathletin
- Anthony Minichiello (* 1980), Rugby-League-Spieler
- Rhys Pollock (* 1980), Radsportler
- Tanc Sade (* 1980), Schauspieler
- Craig Stevens (* 1980), Schwimmer
- Pip Taylor (* 1980), Triathletin
- Rebel Wilson (* 1980), Schauspielerin, Drehbuchautorin, Filmproduzentin und Stand-up-Komikerin

### 1981–1990

#### 1981
- Michael Beauchamp (* 1981), Fußballspieler
- Jono Brauer (* 1981), Skirennläufer

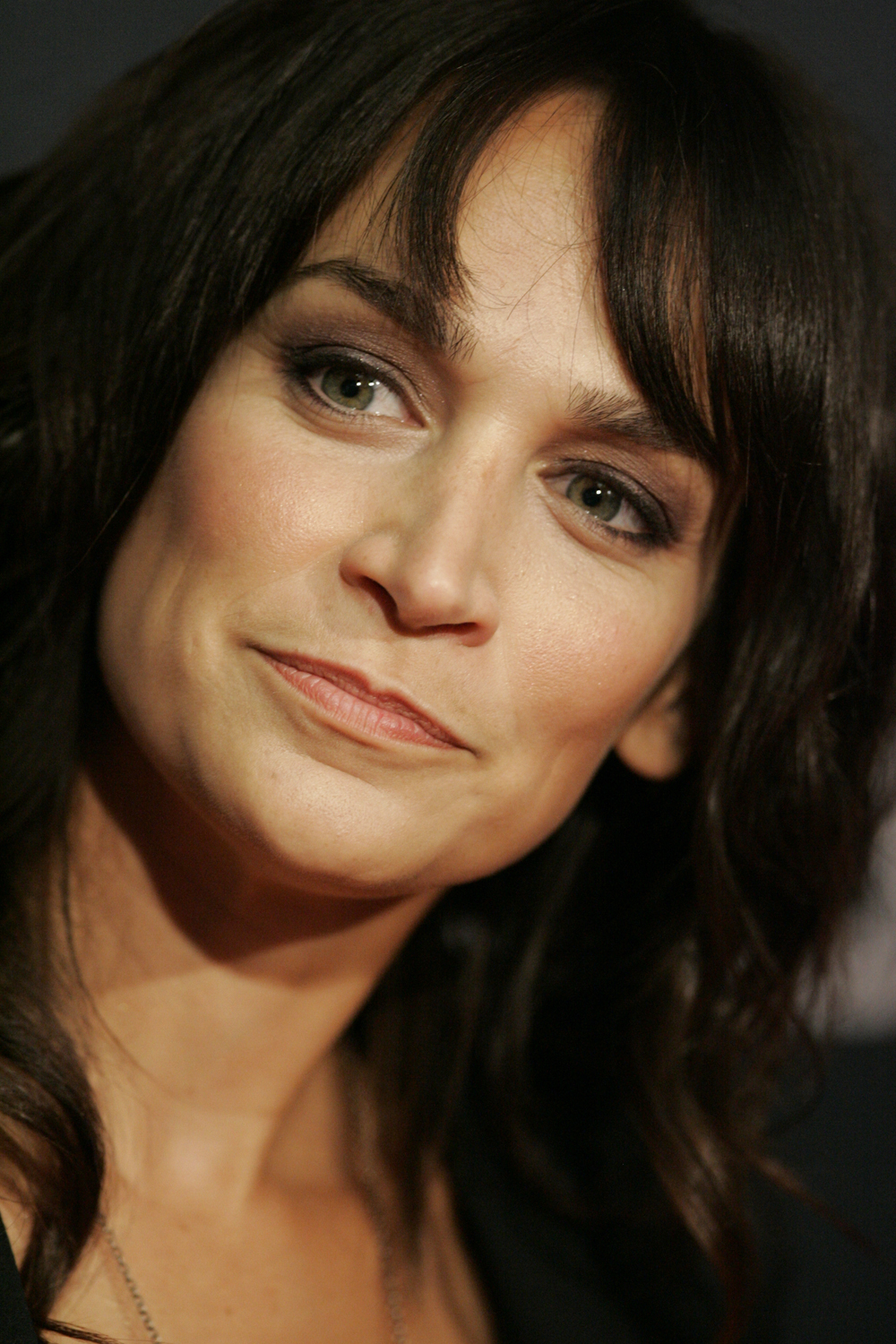
Nicole da Silva
(* 1981)

- Ryan Briscoe (* 1981), Automobilrennfahrer
- Nick Carle (* 1981), Fußballspieler
- Jamie Coyne (* 1981), Fußballspieler
- Nicole da Silva (* 1981), Schauspielerin
- Tim Draxl (* 1981), Kabarettist, Sänger und Schauspieler
- Ahmad Elrich (* 1981), libanesisch-australischer Fußballspieler
- Elka Graham (* 1981), Schwimmerin
- Ryan Griffiths (* 1981), Fußballspieler
- David Hansen (* 1981), Countertenor
- Lauren Hewett (* 1981), Schauspielerin
- Hu Xin (* 1981), chinesisch-australische Schauspielerin
- Cornelia Janzon (* 1981), deutsche Basketballnationalspielerin
- Rossi Kotsis (* 1981), Schauspieler
- Daniel Lissing (* 1981), Schauspieler
- Robin McLeavy (* 1981), Schauspielerin
- Toby Leonard Moore (* 1981), Schauspieler
- Melissa Rippon (* 1981), Wasserballspielerin
- Tate Smith (* 1981), Kanute
- Michael Turnbull (* 1981), Fußballspieler

#### 1982
- Ben Austin (* 1982), Segler[17]
- Katherine Bates (* 1982), Radsportlerin

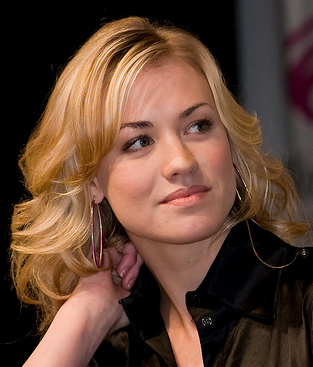
Yvonne Strahovski
(* 1982)

- Tabrett Bethell (* 1982), Schauspielerin und Model
- Daisy Betts (* 1982), Schauspielerin
- Mark Byrnes (* 1982), Fußballspieler
- Sibylla Deen (* 1982), Schauspielerin
- Andrew Durante (* 1982), australisch-neuseeländischer Fußballspieler
- Heather Garriock (* 1982), Fußballspielerin und -trainerin
- Matt Giteau (* 1982), Rugby-Union-Spieler
- Stuart Gomez (* 1982), Badmintonspieler
- Mel Greig (* 1982), Moderatorin und Journalistin
- Alicia Hannah-Kim (* 1982), Schauspielerin
- Laura Jones (* 1982), Malerin
- Matthew Krok (* 1982), Schauspieler
- Annabel Luxford (* 1982), Triathletin
- Michelle Mitchell (* 1982), Triathletin
- Rachel Neylan (* 1982), Radrennfahrerin
- Jana Pittman (* 1982), Leichtathletin
- Pat Richards (* 1982), Rugby-League-Spieler
- Yvonne Strahovski (* 1982), Schauspielerin
- Ian Thorpe (* 1982), Schwimmer
- Timmy Trumpet (* 1982), DJ

#### 1983

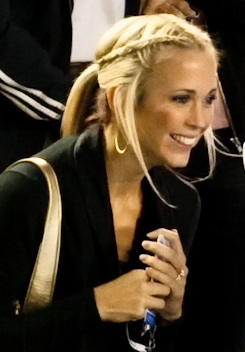
Rebecca Cartwright
(* 1983)

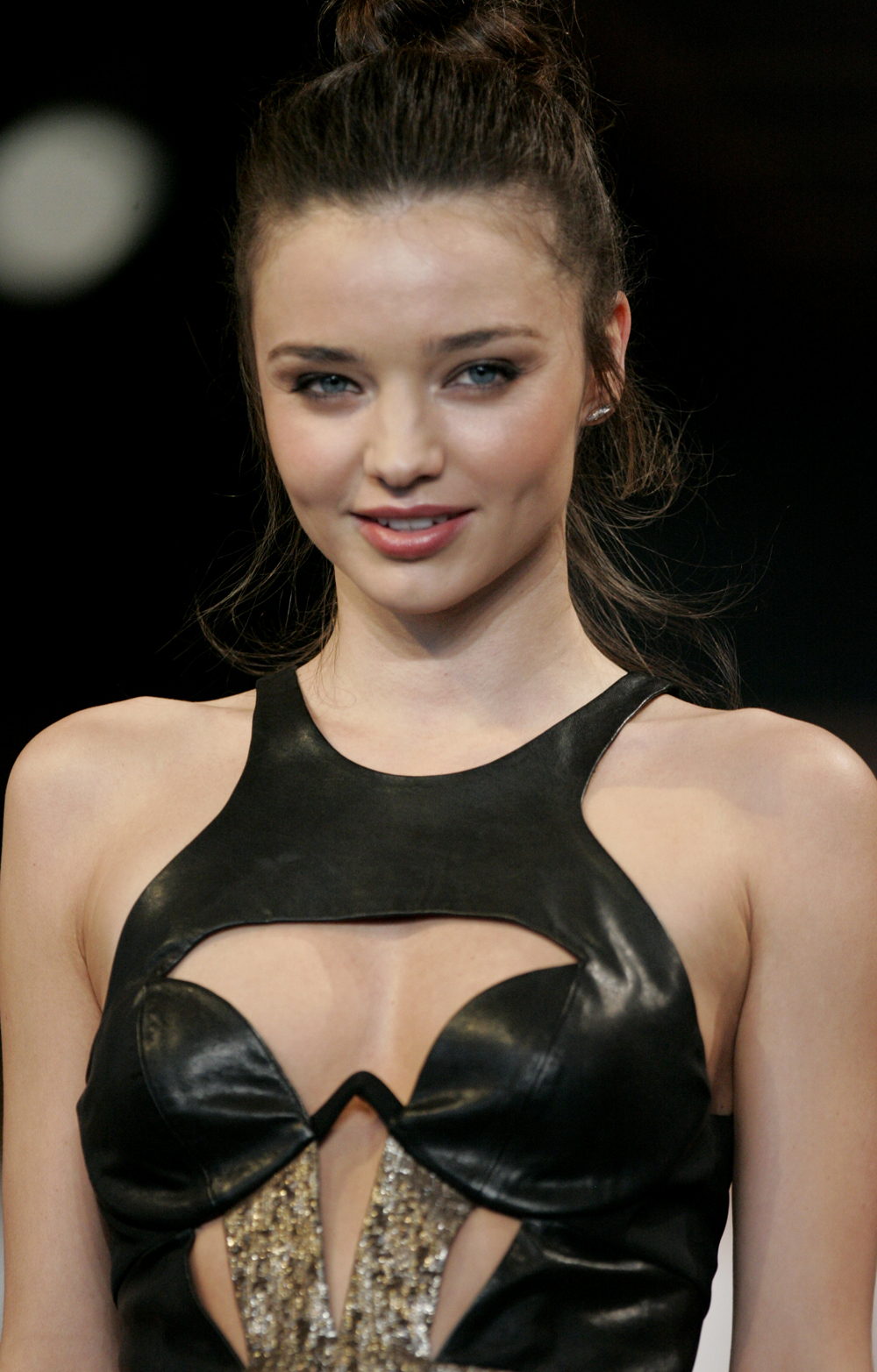
Miranda Kerr
(* 1983)

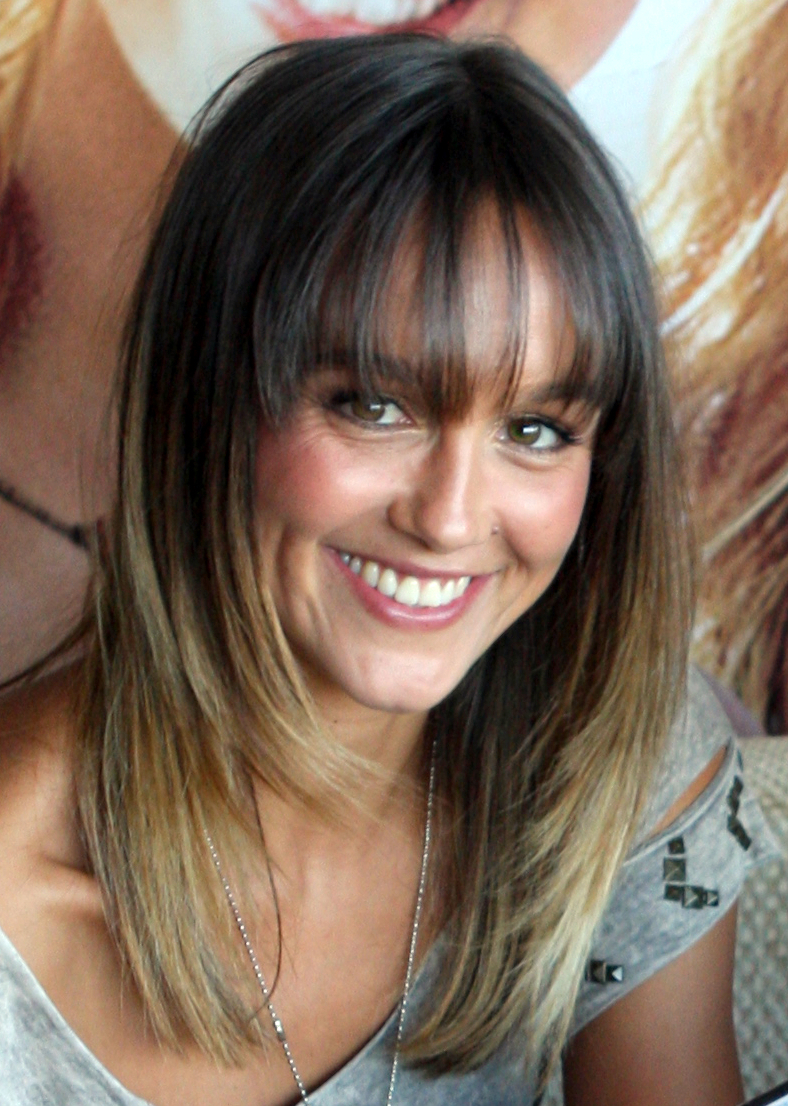
Sharni Vinson
(* 1983)

- Sarah Bombell (* 1983), Synchronschwimmerin
- Mark Bradshaw (* 1983), Komponist
- Alex Brosque (* 1983), Fußballspieler
- Nathaniel Buzolic (* 1983), Schauspieler
- David Carney (* 1983), Fußballspieler
- Rebecca Cartwright (* 1983), Schauspielerin und Sängerin
- Lara Davenport (* 1983), Schwimmerin
- Grace Huang (* 1983), Schauspielerin
- Laura Imbruglia (* 1983), Folk-Rock-Sängerin und Gitarristin
- Miranda Kerr (* 1983), Fotomodell
- Nicole Kriz (* 1983), Tennisspielerin
- Samuel Loch (* 1983), Ruderer
- Alicia McCormack (* 1983), Wasserballspielerin
- Sophie Muir (* 1983), Inline-Speedskaterin und Eisschnellläuferin
- Trent Oeltjen (* 1983), Baseballspieler[18]
- Franco Parisi (* 1983), Fußballspieler
- Richard Porta (* 1983), Fußballspieler
- Sam Sparro (* 1983), Musiker und Sänger
- Kirsten Thomson (* 1983), Schwimmerin
- Sharni Vinson (* 1983), Schauspielerin und Tänzerin
- Andrew White (* 1983), Eishockeyspieler
- Tom Willis (* 1983), Fußballspieler

#### 1984
- Paul Ambrose (* 1984), Triathlet

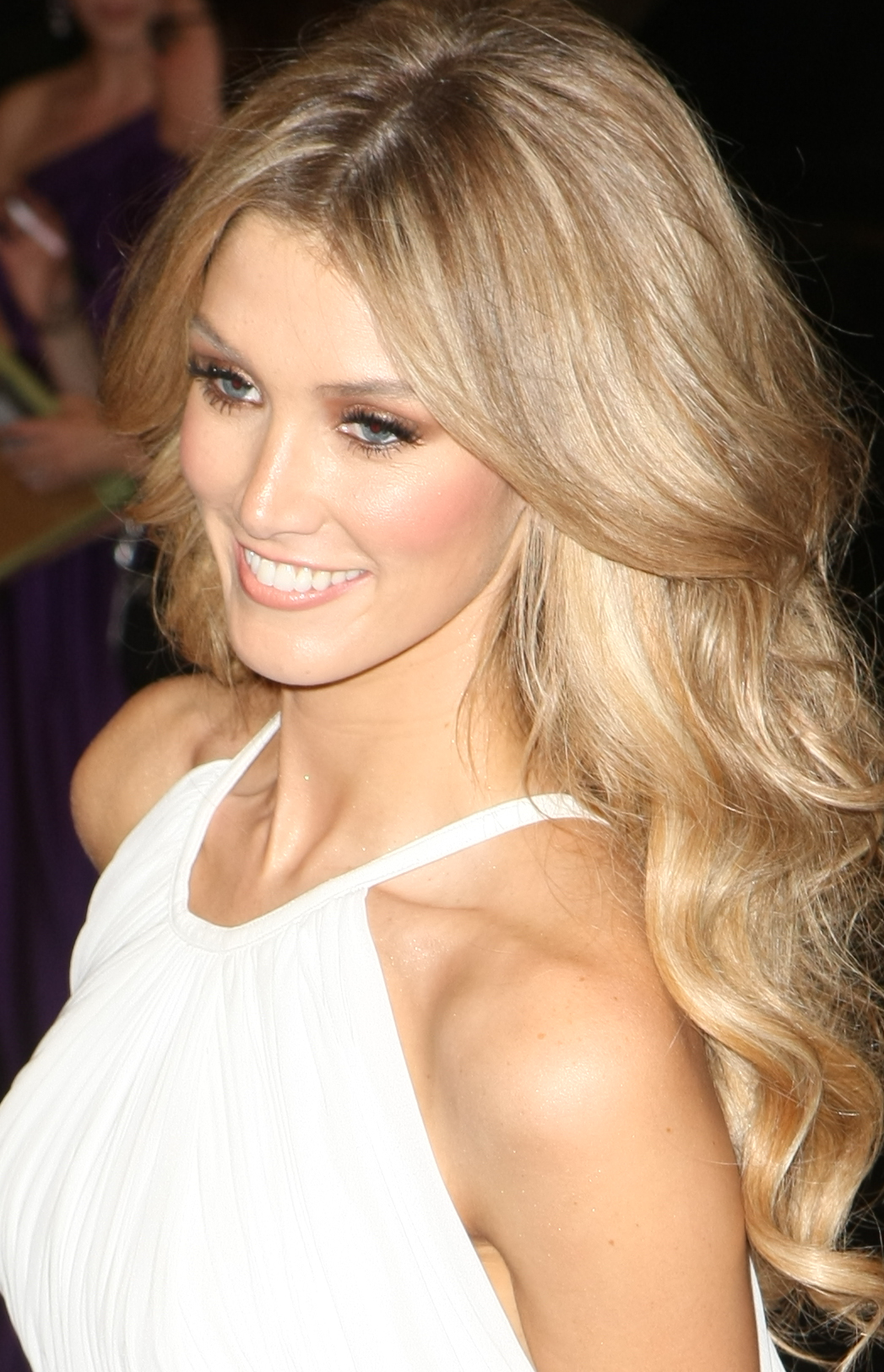
Delta Goodrem
(* 1984)

- Christopher Egan (* 1984), Film- und Theaterschauspieler
- Delta Goodrem (* 1984), Sängerin und Schauspielerin
- Micky Green (* 1984), Pop-Sängerin und Laufstegmodel
- Nia Jax (* 1984), US-amerikanische Wrestlerin
- Mile Jedinak (* 1984), australischer Fußballspieler kroatischer Herkunft
- Aleks Marić (* 1984), serbisch-australischer Basketballspieler
- Todd Reid (1984–2018), Tennisspieler
- Matt Ryan (* 1984), Ruderer
- Tom Slingsby (* 1984), Segler
- Julia Stone (* 1984), Singer-Songwriterin
- Ben Weekes (* 1984), Rollstuhltennisspieler
- Alex Wilkinson (* 1984), Fußballspieler

#### 1985
- Mark Bridge (* 1985), Fußballspieler
- Saskia Burmeister (* 1985), Schauspielerin
- Jacob Clear (* 1985), Kanute
- Shannon Cole (* 1985), Fußballspieler
- Maeve Dermody (* 1985), Schauspielerin
- Billy Dib (* 1985), Boxer im Federgewicht
- Taniele Gofers (* 1985), Wasserballspielerin
- Melissa Gorman (* 1985), Schwimmsportlerin
- Angus McGruther (* 1985), Schauspieler
- Mark Milligan (* 1985), Fußballspieler
- Katrina Noorbergen (* 1985), Singer-Songwriterin
- Tim Pocock (* 1985), Schauspieler
- Jordan Simpson (* 1985), Fußballspieler
- Tyler Simpson (1985–2011), Fußballspieler
- Anna Skellern (* 1985), Schauspielerin
- Yael Stone (* 1985), Schauspielerin
- Chris Tadrosse (* 1985), Fußballspieler
- Danny Vukovic (* 1985), Fußballspieler
- Angela White (* 1985), Pornodarstellerin und Pornofilm-Regisseurin
- Robert Younis (* 1985), Fußballspieler

#### 1986
- Matthew Abood (* 1986), Schwimmer
- Scott Arnold (* 1986), Squashspieler
- Bevan Calvert (* 1986), Handballspieler
- Adam Casey (* 1986), Fußballspieler
- Adam D’Apuzzo (* 1986), Fußballspieler
- Sophie Ferguson (* 1986), Tennisspielerin
- Jessica Hart (* 1986), Model

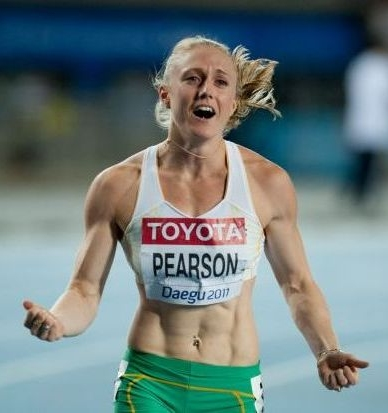
Sally Pearson
(* 1986)

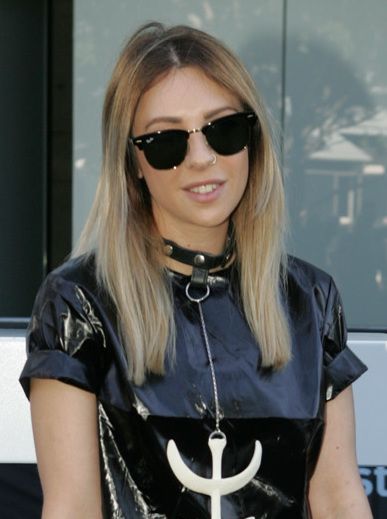
Alison Wonderland
(* 1986)

- Nathan Jawai (* 1986), Basketballspieler
- Jessica McNamee (* 1986), Schauspielerin
- Joel Milburn (* 1986), Leichtathlet
- Ben Offereins (* 1986), Leichtathlet
- Erik Paartalu (* 1986), australischer Fußballspieler estnischer Herkunft
- Sally Pearson (* 1986), Leichtathletin
- Thomas Powell (* 1986), Eishockeyspieler
- Sarah Roy (* 1986), Radsportlerin
- Shona Rubens (* 1986), kanadische Skirennläuferin
- Adam Saunders (* 1986), Schauspieler
- Matt Simon (* 1986), Fußballspieler
- Angus Stone (* 1986), Singer-Songwriter
- Natalie Tran (* 1986), Vloggerin, Komikerin und Schauspielerin
- Tal Wilkenfeld (* 1986), Jazz- und Fusion-Bassistin
- Alison Wonderland (* 1986), Sängerin, DJ und Produzentin
- Ruben Zadkovich (* 1986), Fußballspieler

#### 1987
- Courtney Barnett (* 1987), Singer-Songwriterin und Gitarristin des Alternative Rock
- Rebecca Breeds (* 1987), Schauspielerin
- Vinnie Calabrese (* 1987), Snookerspieler
- Code Black (* 1987), DJ und Musikproduzent
- Michael Cvetkovski (* 1987), australisch-nordmazedonischer Fußballspieler
- Claudia Doumit (* 1987), US-amerikanische Schauspielerin und Filmproduzentin
- Laura Dundovic (* 1987), Schönheitskönigin und Schauspielerin
- Matthew Dunstan (* 1987), Chemiker und Spieleautor
- Chris Holder (* 1987), Motorrad-Rennfahrer
- Starley Hope (* 1987), Sängerin und Songwriterin
- Daniella Jeflea (* 1987), australische Tennisspielerin jugoslawischer Herkunft
- Dean Lewis (* 1987), Singer-Songwriter
- Tobias Lister (* 1987), Steuermann im Rudern
- Jenna Santoromito (* 1987), Wasserballspielerin
- Mia Santoromito (* 1987), Wasserballspielerin
- Amanda Spratt (* 1987), Radrennfahrerin
- Scott Stephenson (* 1987), Eishockeyspieler
- Aimee Watson (* 1987), Skilangläuferin

#### 1988
- Adam Biddle (* 1988), Fußballspieler

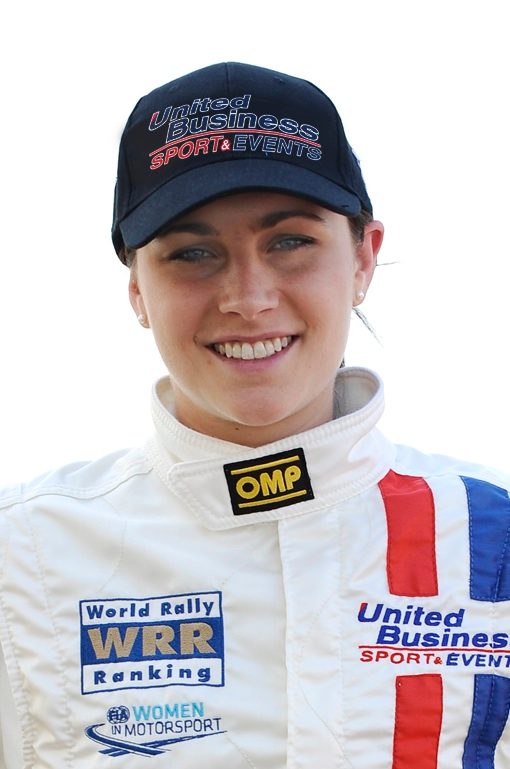
Molly Taylor
(* 1988)

- Mr. Bill (* 1988), DJ und Electro-Musiker
- Alex Cameron (* 1988), Singer-Songwriter
- Nina Curtis (* 1988), Seglerin
- Cameron Girdlestone (* 1988), Ruderer
- Holly Lincoln-Smith (* 1988), Wasserballspielerin
- Lesley Anne Mitchell (* 1988), Schauspielerin
- Andrew James Ogilvy (* 1988), Basketballspieler
- Josef Salvat (* 1988), Elektro-Pop-Sänger
- Benedict Samuel (* 1988), Schauspieler, Drehbuchautor und Regisseur
- Todd Stephenson (* 1988), Eishockeyspieler
- Dani Stevens (* 1988), Diskuswerferin und Kugelstoßerin
- Molly Taylor (* 1988), Rallyefahrerin
- David Upton (* 1988), Eishockeyspieler

#### 1989
- Oliver Bozanic (* 1989), Fußballspieler
- Luke Bracey (* 1989), Schauspieler
- Thomas Cocquerel (* 1989), Schauspieler

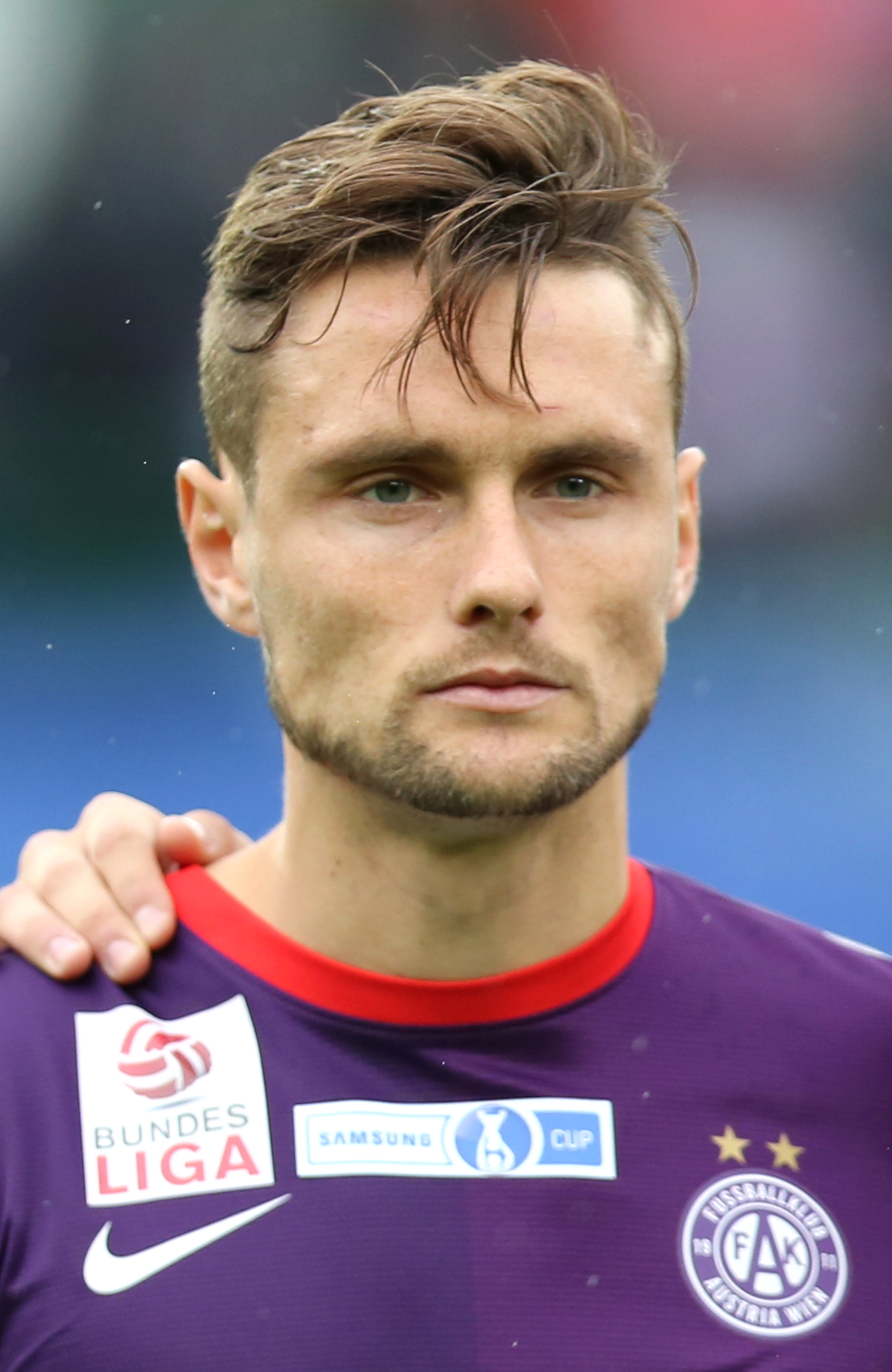
James Holland
(* 1989)

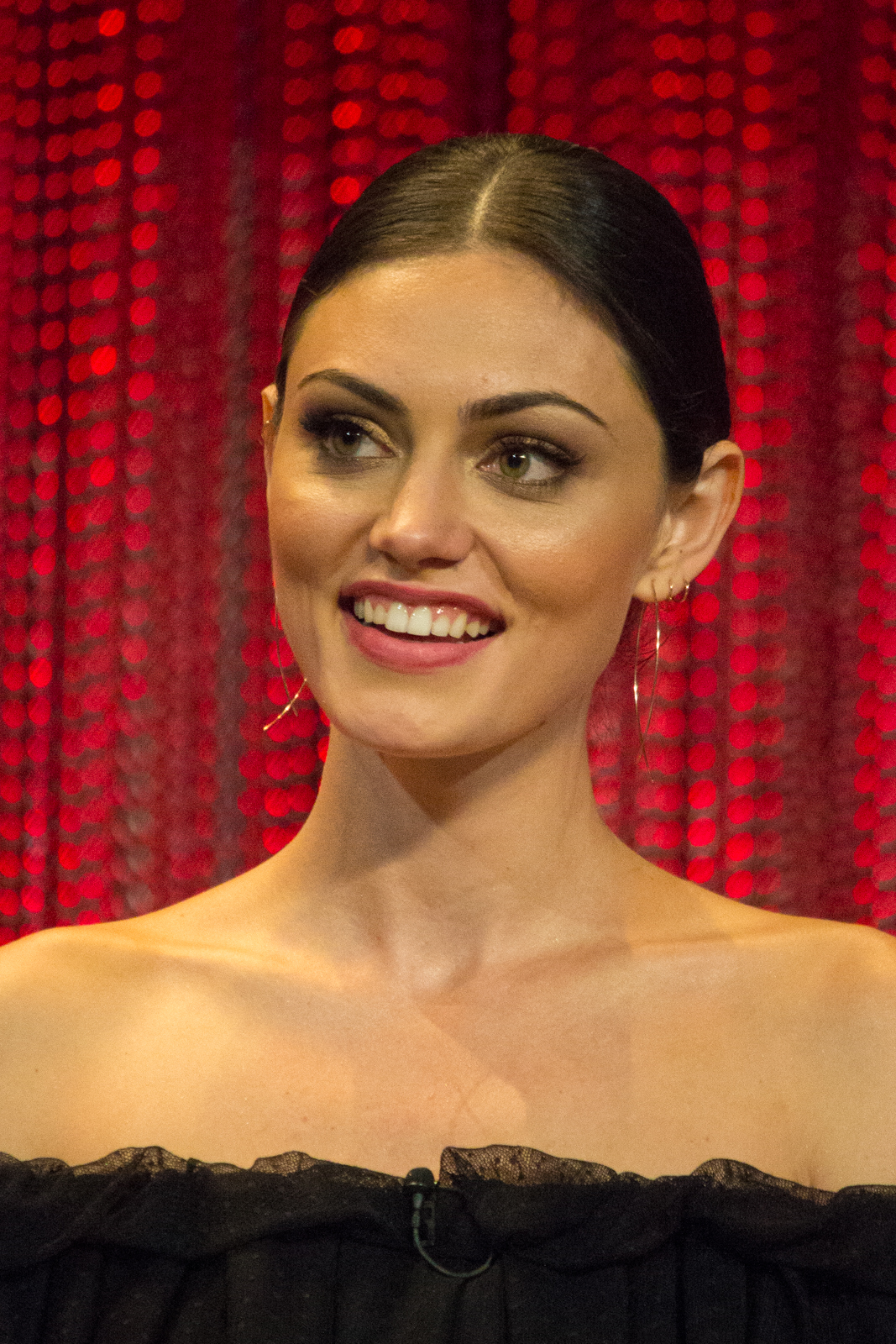
Phoebe Tonkin
(* 1989)

- Stephanie Cox (* 1989), österreichische Unternehmerin und Politikerin
- Nathan Elasi (* 1989), Fußballspieler
- James Holland (* 1989), Fußballspieler
- Paige Houden (* 1989), Schauspielerin
- Greg Jones (* 1989), Tennisspieler
- Keegan Joyce (* 1989), Schauspieler und Sänger
- Billie Kay (* 1989), Wrestlerin
- Richard Lang (* 1989), Bahn- und Straßenradrennfahrer
- Sophie Luck (* 1989), Schauspielerin
- Jessie McKay (* 1989), Wrestlerin
- Stacey McManus (* 1989), Softballspielerin
- Hannah Mouncey (* 1989), Handballspielerin
- Jason Naidovski (* 1989), Fußballspieler
- Alexandra Park (* 1989), Schauspielerin
- Sebastian Ryall (* 1989), Fußballspieler
- Steve Smith (* 1989), Cricketspieler
- Phoebe Tonkin (* 1989), Schauspielerin
- Hannah Wang (* 1989), Schauspielerin
- Callum Watson (* 1989), Skilangläufer
- Lucinda Whitty (* 1989), Seglerin

#### 1990
- Iggy Azalea (* 1990), Rapperin

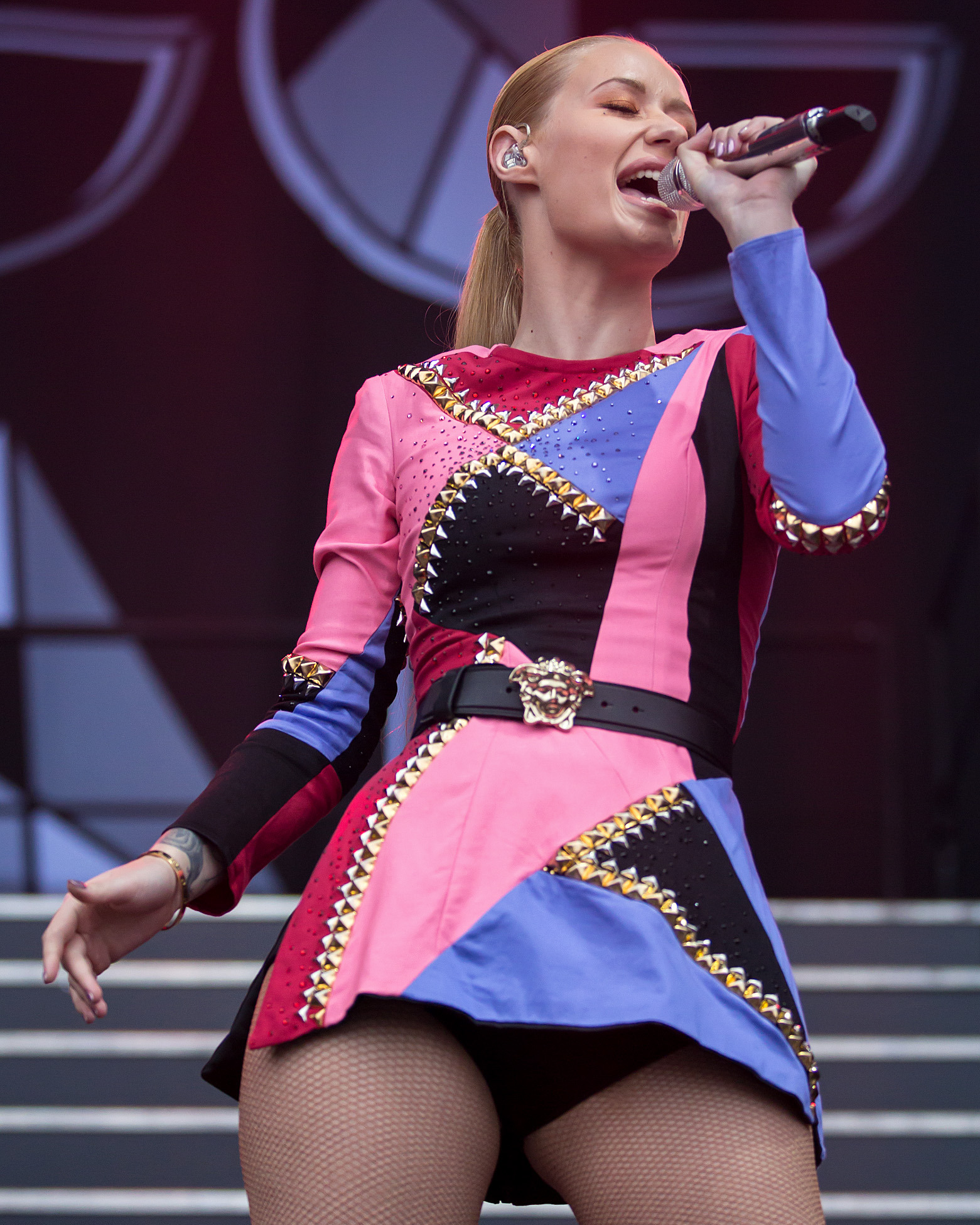
Iggy Azalea
(* 1990)

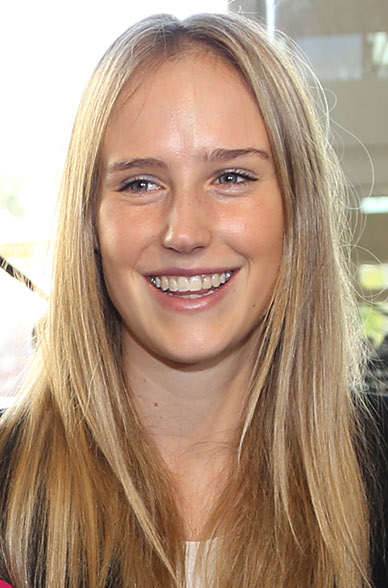
Ellyse Perry
(* 1990)

- Dean Bouzanis (* 1990), australisch-griechischer Fußballtorhüter
- Tom Burton (* 1990), Segler
- Matt Corby (* 1990), Singer-Songwriter
- Luke Davison (* 1990), Bahnradfahrer
- Indiana Evans (* 1990), Schauspielerin und Sängerin
- Keesja Gofers (* 1990), Wasserballspielerin
- Antony Golec (* 1990), Fußballspieler
- Tess Haubrich (* 1990), Schauspielerin und Model
- DPR Ian (* 1990), australisch-südkoreanischer Sänger und Rapper
- David Jones-Roberts (* 1990), Schauspieler
- Madeleine Kennedy (* 1990), Filmschauspielerin, Filmproduzentin, Drehbuchautorin und Autorin
- Matthew Lewis (* 1990), Fußballspieler
- Aaron Mooy (* 1990), australisch-niederländischer Fußballspieler
- Erin Mullally (* 1990), Schauspieler und Model
- Kaia Parnaby (* 1990), Softballspielerin
- Tammi Patterson (* 1990), Tennisspielerin
- Ellyse Perry (* 1990), Cricket- und Fußballspielerin
- Matt Reid (* 1990), Tennisspieler
- Danielle Scott (* 1990), Freestyle-Skierin
- Nikolas Tsattalios (* 1990), Fußballspieler
- Nicola Zagame (* 1990), Wasserballspielerin

### 1991–2000

#### 1991
- Matthew Barton (* 1991), Tennisspieler
- Alex Carver (* 1991), Radrennfahrer
- Rohan Chapman-Davies (* 1991), Freestyle-Skier

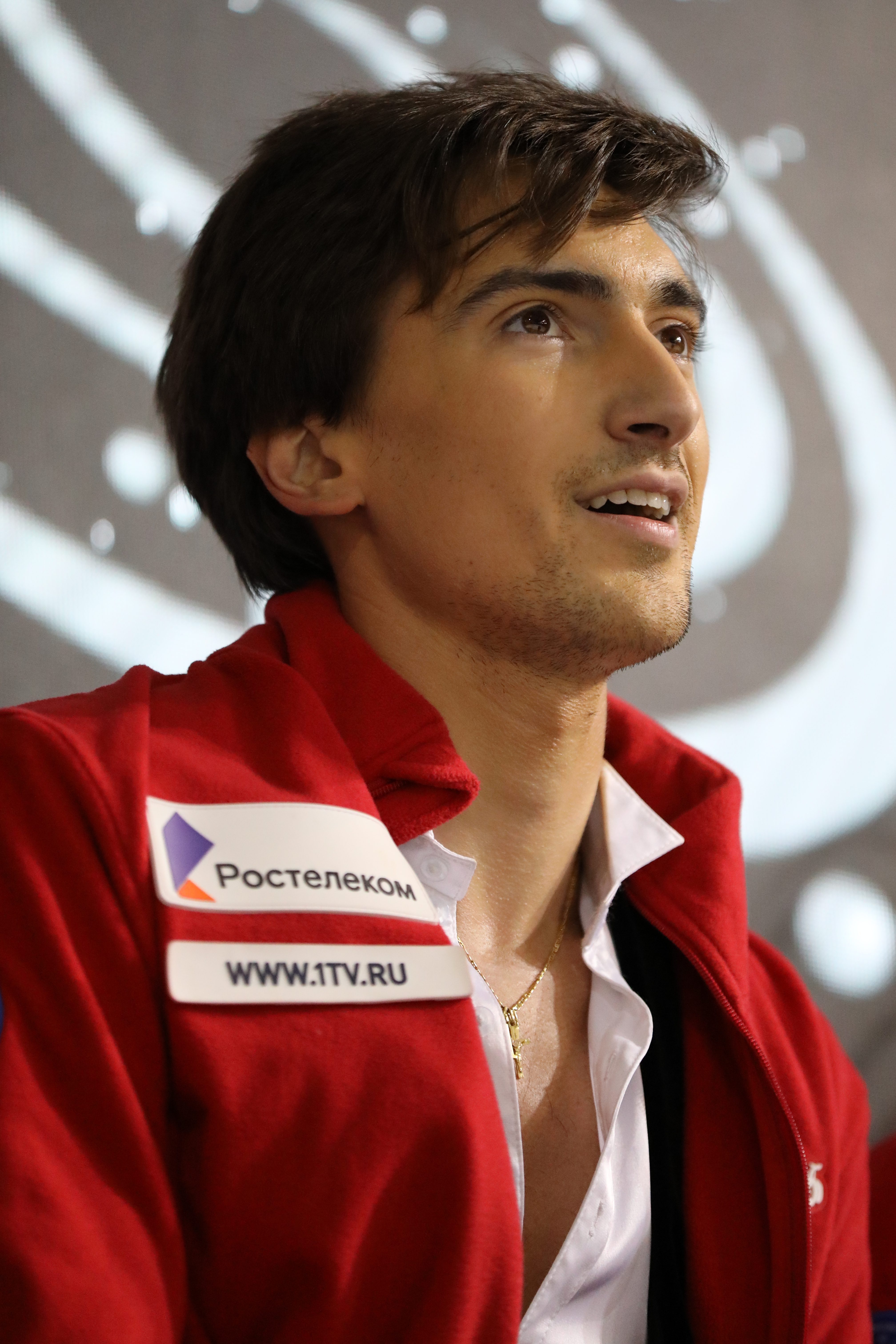
Jonathan Guerreiro
(* 1991)

- Michelle Cox (* 1991), Softballspielerin
- Alex Cubis (* 1991), Schauspieler
- Lisa Darmanin (* 1991), Seglerin
- Flume (* 1991), Electronica-DJ und Musikproduzent
- Jonathan Guerreiro (* 1991), russischer Eistänzer
- Tomi Juric (* 1991), australisch-kroatischer Fußballspieler
- Johanna Konta (* 1991), australisch-britische Tennisspielerin mit ungarischen Vorfahren
- Keiynan Lonsdale (* 1991), Schauspieler, Tänzer und Sänger
- Danielle Macdonald (* 1991), Filmschauspielerin
- Jason Waterhouse (* 1991), Segler
- Betty Who (* 1991), Popsängerin und Songwriterin
- Masked Wolf (* 1991 oder 1992), Rapper

#### 1992

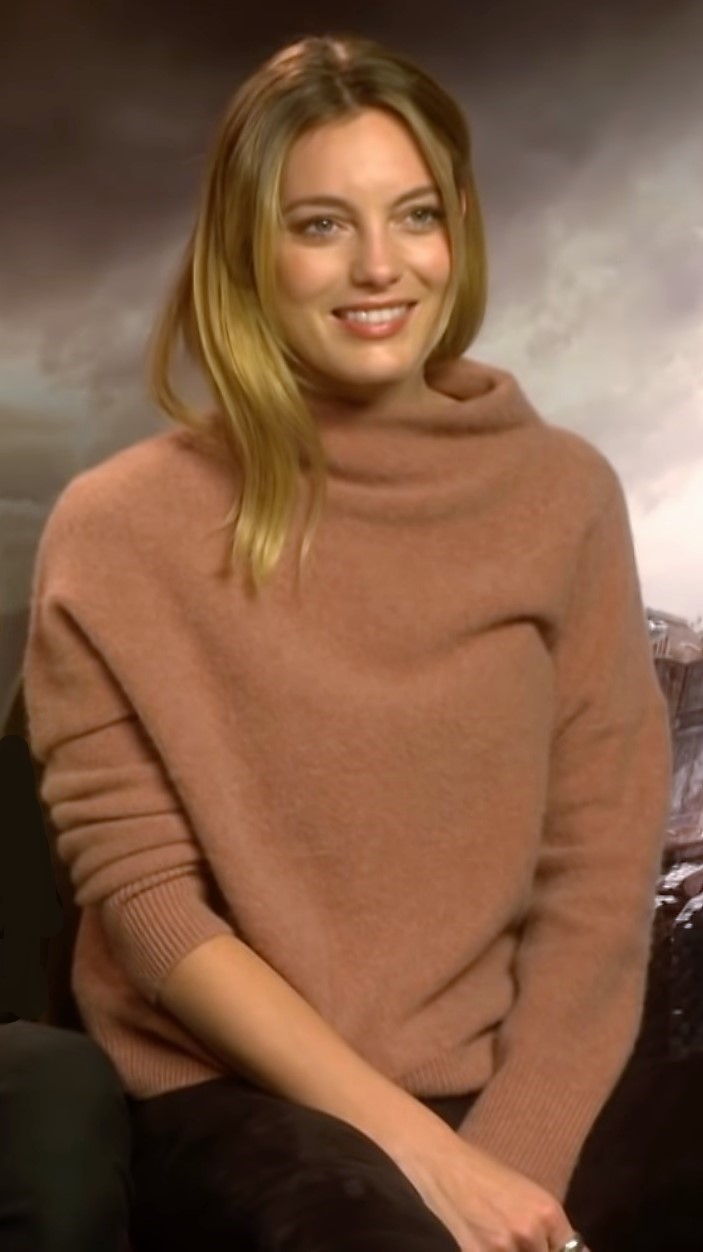
Leila George
(* 1992)

- Natasha Bassett (* um 1992), Schauspielerin
- Daniel Bragg (* 1992), Fußballspieler
- Kerem Bulut (* 1992), australisch-türkischer Fußballspieler
- William Cliff (* 1992), Eishockeyspieler
- James Duckworth (* 1992), Tennisspieler
- Casey Dumont (* 1992), australisch-französische Fußballspielerin
- Leila George (* 1992), Schauspielerin
- Louis Hunter (* 1992), Schauspieler
- Max Illingworth (* 1992), Schachspieler
- Shioli Kutsuna (* 1992), japanische Schauspielerin
- Cassie Lee (* 1992), Wrestlerin
- Massimo Luongo (* 1992), Fußballspieler
- Dimitri Petratos (* 1992), australisch-griechischer Fußballspieler
- Olivia Price (* 1992), Seglerin
- Blake Ricciuto (* 1992), Fußballspieler
- Ellen Roberts (* 1992), Softballspielerin
- Jordan Rodrigues (* 1992), Schauspieler
- Peyton Royce (* 1992), Wrestlerin
- Billy Vunipola (* 1992), Rugbyspieler

#### 1993
- Mustafa Amini (* 1993), Fußballspieler

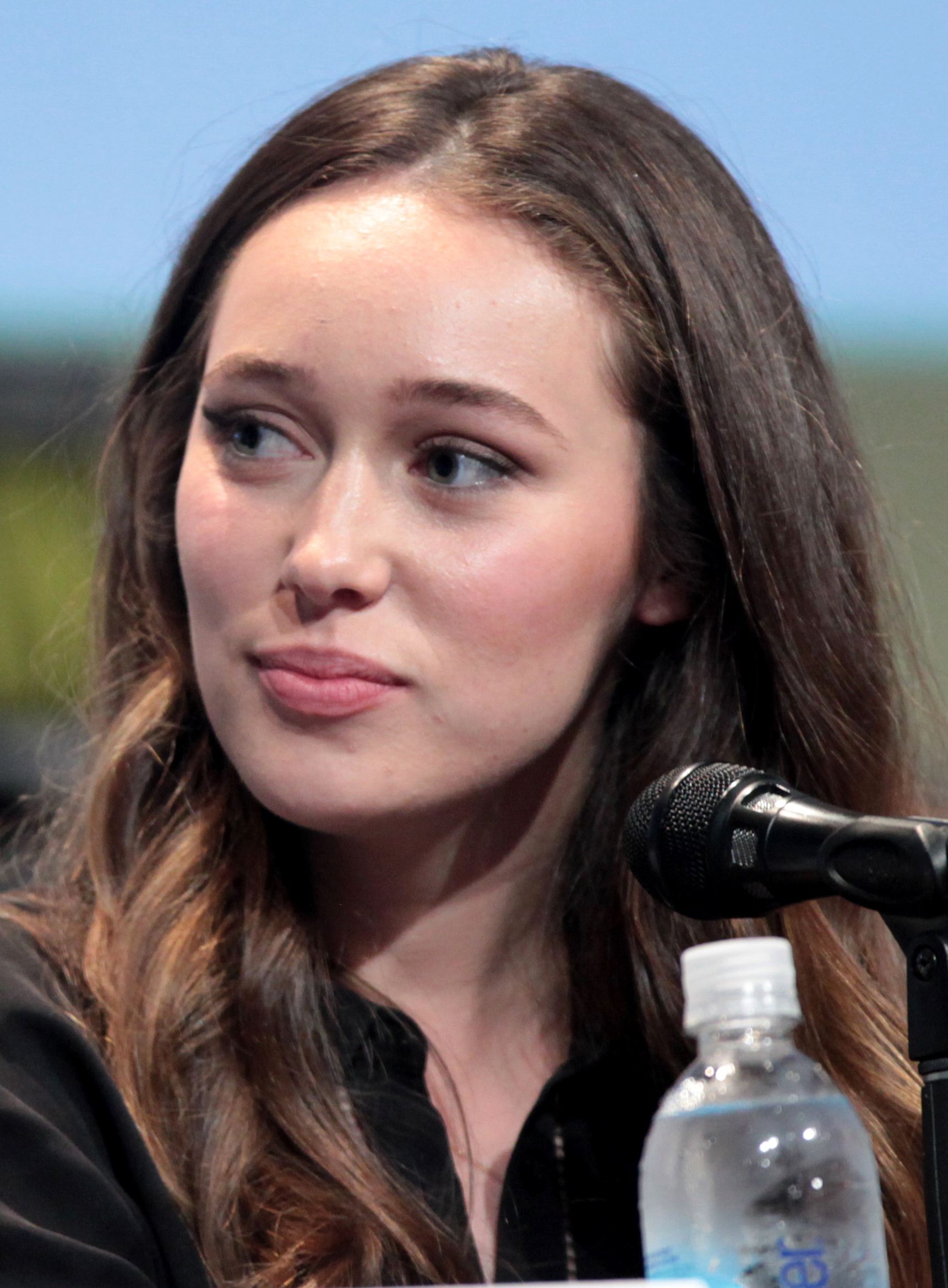
Alycia Debnam-Carey
(* 1993)

- Terry Antonis (* 1993), australisch-griechischer Fußballspieler
- Jessica Ashwood (* 1993), Schwimmerin
- Alycia Debnam-Carey (* 1993), Schauspielerin
- Jessica Gardiner (* 1993), Endurosportlerin
- Julia Gutman (* 1993), bildende Künstlerin
- Nicholas Hough (* 1993), Hürdenläufer
- Brendan Kerry (* 1993), Eiskunstläufer
- Nicole Laird (* 1993), Beachvolleyballspielerin
- Daniel Lewis (* 1993), Boxer

#### 1994
- Joshua Bell (* 1994), Sportschütze

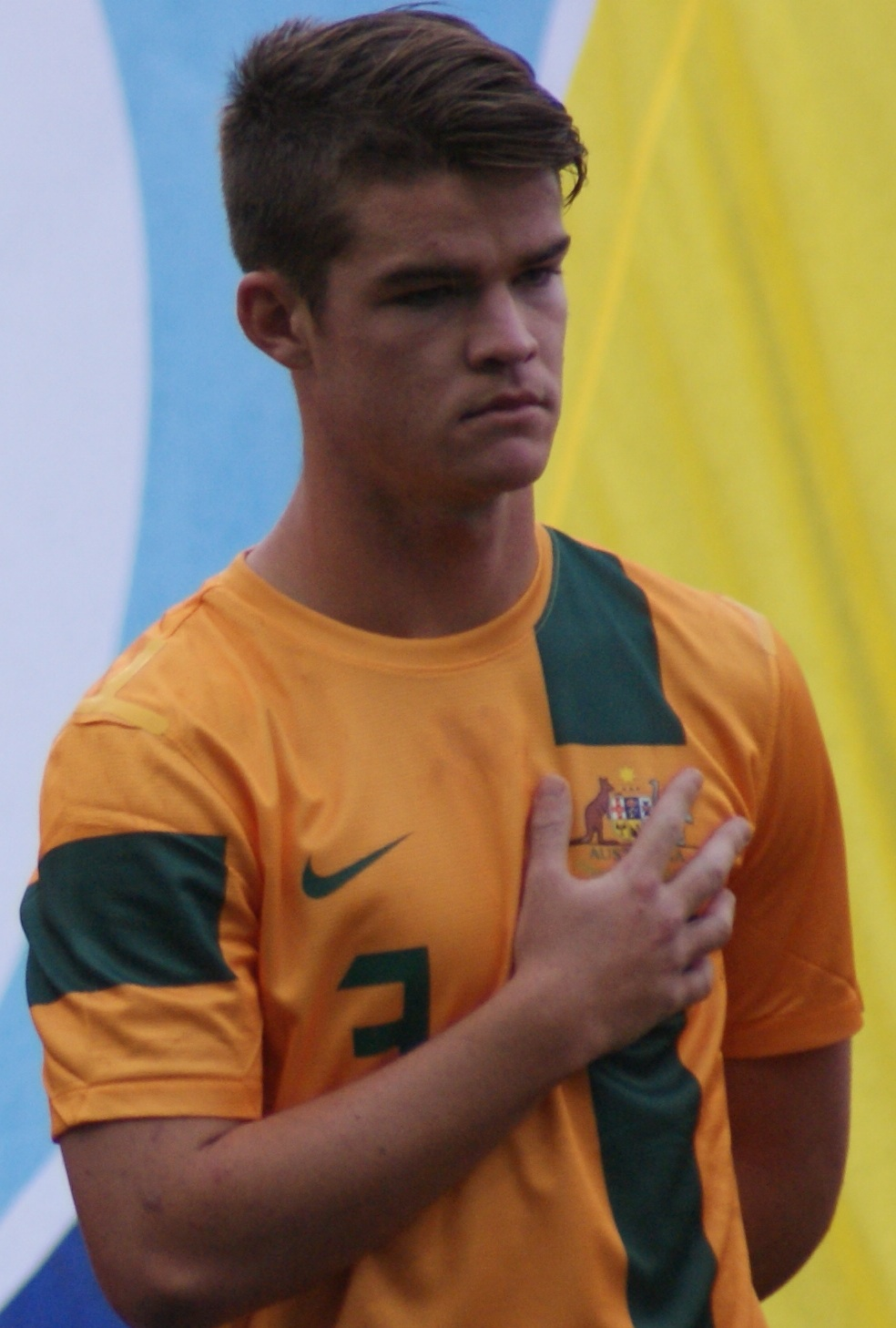
Connor Chapman
(* 1994)

- Jenny Blundell (* 1994), Mittel- und Langstreckenläuferin
- Natasha Liu Bordizzo (* 1994), Schauspielerin, Synchronsprecherin und Model
- Connor Chapman (* 1994), Fußballspieler
- Alice Englert (* 1994), Schauspielerin
- Caleb Ewan (* 1994), Radrennfahrer
- Xenia Goodwin (* 1994), Tänzerin und Schauspielerin
- Ashton Irwin (* 1994), Bandmitglied von 5 Seconds of Summer
- Rachel Lack (* 1994), Softballspielerin
- Abbie Myers (* 1994), Tennisspielerin
- Christopher O’Connell (* 1994), Tennisspieler
- Jordan Thompson (* 1994), Tennisspieler
- Cameron Todd (* 1994), Eishockeyspieler
- Taylah Tsitsikronis (* 1994), Softballspielerin
- Dylan Walker (* 1994), Rugby-League-Spieler

#### 1995
- Jay Andrijic (* 1995), Tennisspieler
- Josh Clarke (* 1995), Sprinter
- Liz Clay (* 1995), Hürdenläuferin
- Michael Clifford (* 1995), Bandmitglied von 5 Seconds of Summer
- Jillian Colebourn (* 1995), Biathletin
- Tom Craig (* 1995), Hockeyspieler
- Maxx Creevey (* 1995), thailändisch-australischer Fußballspieler
- Callan McAuliffe (* 1995), Schauspieler
- Montaigne (* 1995), singende Person
- Alexandra Osborne (* 1995), Tennisspielerin

#### 1996
- Bebe Bettencourt (* 1996), Schauspielerin
- Michael Dickson (* 1996), American-Football-Spieler
- Bronte Halligan (* 1996), Wasserballspielerin
- Luke Hemmings (* 1996), Bandmitglied von 5 Seconds of Summer
- Justin Holborow (* 1996), Schauspieler
- Calum Hood (* 1996), Bandmitglied von 5 Seconds of Summer
- Casey Kubara (* 1996), Eishockeyspieler
- Morgan McDonald (* 1996), Leichtathlet
- Josie Talbot (* 1996), Radsportlerin
- Aleksandar Vukic (* 1996), Tennisspieler
- Harley Windsor (* 1996), Eiskunstläufer

#### 1997
- Paulo Aokuso (* 1997), Boxer
- Angus Armstrong (* 1997), Stabhochspringer
- Rohan Browning (* 1997), Sprinter
- Bang Chan (* 1997), südkoreanisch-australischer Sänger
- Jake Delaney (* 1997), Tennisspieler
- Oliver Hoare (* 1997), Mittelstreckenläufer
- Jordan Holmes (* 1997), Fußballspieler
- Alexandra Hulley (* 1997), Hammerwerferin
- Madeleine Madden (* 1997), Schauspielerin
- Jordan Mailata (* 1997), American-Football-Spieler
- Connor O’Toole (* 1997), Fußballspieler
- Milislav Popović (* 1997), Fußballspieler

#### 1998
- Blake Bayldon (* 1998), Tennisspieler
- Jordana Beatty (* 1998), Schauspielerin
- Cameron Devlin (* 1998), Fußballspieler
- Remy Gardner (* 1998), Motorradrennfahrer
- Tiffany Ho (* 1998), Badmintonspielerin
- Andrew Lambrou (* 1998), Sänger
- Anderson Parker (* 1998), Rollstuhltennisspieler
- Gabbie Plain (* 1998), Softballspielerin
- Max Purcell (* 1998), Tennisspieler
- Robert Stannard (* 1998), Radrennfahrer
- Edward Trippas (* 1998), Leichtathlet
- William Yang (* 1998), Schwimmer
- Odessa Young (* 1998), Filmschauspielerin

#### 1999
- Alexandra Bozovic (* 1999), Tennisspielerin
- Izac Carracher (* 1999), Beachvolleyballspieler
- Alex Chidiac (* 1999), Fußballspielerin
- Hal Cumpston (* 1999), Filmschauspieler
- Ben Folami (* 1999), Fußballspieler
- John Iredale (* 1999), Fußballspieler
- Lisa Mays (* 1999), Tennisspielerin
- Seone Mendez (* 1999), Tennisspielerin
- Alex de Minaur (* 1999), Tennisspieler
- Ato Plodzicki-Faoagali (* 1999), samoanischer Boxer
- Sheldon Riley (* 1999), Sänger
- Eliza Scanlen (* 1999), Schauspielerin
- Tarni Stepto (* 1999), Softballspielerin
- Kimie Tsukakoshi (* 1999), Schauspielerin, Sängerin und Tänzerin

#### 2000
- Milly Alcock (* 2000), Schauspielerin
- Elysia Bolton (* 2000), US-amerikanische Tennisspielerin
- Thomas Cornish (* 2000), Bahnradsportler
- Josh Green (* 2000), Basketballspieler
- Matilda Kearns (* 2000), Wasserballspielerin
- Hugh McAdam (* 2000), Skirennläufer
- Lewis Miller (* 2000), Fußballspieler
- Ivana Popovic (* 2000), Tennisspielerin
- Madison Hoffman (* 2000), Skirennläuferin

## 21. Jahrhundert
- Rinky Hijikata (* 2001), Tennisspieler
- Alice Robinson (* 2001), neuseeländische Skirennläuferin
- Zoi Sadowski-Synnott (* 2001), neuseeländische Snowboarderin
- Amy Sayer (* 2001), Fußballspielerin
- Noah Botic (* 2002), Fußballspieler
- Sienna Hearn (* 2002), Wasserballspielerin
- Caitlin McFarlane (* 2002), französische Skirennläuferin
- Lani Pallister (* 2002), Schwimmerin
- Ruby Remati (* 2002), US-amerikanische Synchronschwimmerin
- Charlton Kenneth Jeffrey Howard alias The Kid Laroi (* 2003), Rapper
- Grae Morris (* 2003), Windsurfer
- Breanna Yde (* 2003), Schauspielerin
- Teagan Croft (* 2004), Schauspielerin
- Stefanie Fejes (* 2004), Beachvolleyballspielerin
- Sienna Green (* 2004), Wasserballspielerin
- Maximus Jones (* 2004), thailändischer Tennisspieler
- Joseph Zada (* 2005), Schauspieler
- Olivia Wunsch (* 2006), Schwimmerin

## Geburtsjahr unbekannt
- Natasha Bassett (* um 1992), Schauspielerin
- Jason Billington (* im 20. Jahrhundert), VFX-Supervisor
- Fiona Crombie (* im 20. Jahrhundert), Szenenbildnerin
- Bruce Davey (* im 20. Jahrhundert), Filmproduzent
- Lauren Fagan (* im 20. Jahrhundert), Opern- und Konzertsängerin (Sopran)
- Seth Grant (* im 20. Jahrhundert), Neurowissenschaftler und Molekularbiologe
- Phillip Langshaw (* im 20. Jahrhundert), Sänger (Bassbariton)
- Peter Menzies junior (* im 20. Jahrhundert), Kameramann
- Ninezero (* im 20. Jahrhundert), Sänger, Textdichter und Musiker
- Henry Nixon (* im 20. Jahrhundert), Schauspieler
- Peter Schouten (* im 20. Jahrhundert), Künstler
- Caroline Wenborne (* im 20. Jahrhundert), Opernsängerin (Sopran)
- Sophie Wilde (* 1998 oder 1999), Schauspielerin
- Craig Wood (* im 20. Jahrhundert), Filmeditor